# Église Saint-Sulpice-et-Saint-Antoine de Bitry
 (juillet 2025).
La mise en forme du texte ne suit pas les recommandations de Wikipédia : il faut le « wikifier ».
Les points d'amélioration suivants sont les cas les plus fréquents :
- Les titres sont pré-formatés par le logiciel. Ils ne sont ni en capitales, ni en gras.
- Le texte ne doit pas être écrit en capitales (les noms de famille non plus), ni en gras, ni en italique, ni en « petit »…
- Le gras n'est utilisé que pour surligner le titre de l'article dans l'introduction, une seule fois.
- L'italique est rarement utilisé : mots en langue étrangère, titres d'œuvres, noms de bateaux, etc.
- Les citations ne sont pas en italique mais en corps de texte normal. Elles sont entourées par des guillemets français : « et ».
- Les listes à puces sont à éviter, des paragraphes rédigés étant largement préférés. Les tableaux sont à réserver à la présentation de données structurées (résultats, etc.).
- Les appels de note de bas de page (petits chiffres en exposant, introduits par l'outil «  Source ») sont à placer entre la fin de phrase et le point final[comme ça].
- Les liens internes (vers d'autres articles de Wikipédia) sont à choisir avec parcimonie. Créez des liens vers des articles approfondissant le sujet. Les termes génériques sans rapport avec le sujet sont à éviter, ainsi que les répétitions de liens vers un même terme.
- Les liens externes sont à placer uniquement dans une section « Liens externes », à la fin de l'article. Ces liens sont à choisir avec parcimonie suivant les règles définies. Si un lien sert de source à l'article, son insertion dans le texte est à faire par les notes de bas de page.
- La présentation des références doit suivre les conventions bibliographiques. Il est recommandé d'utiliser les modèles {{Ouvrage}}, {{Chapitre}}, {{Article}}, {{Lien web}} et/ou {{Bibliographie}}. Le mode d'édition visuel peut mettre en forme automatiquement les références.
- Insérer une infobox (cadre d'informations à droite) n'est pas obligatoire pour parachever la mise en page.

Pour une aide détaillée, merci de consulter Aide:Wikification.
Si vous pensez que ces points ont été résolus, vous pouvez retirer ce bandeau et améliorer la mise en forme d'un autre article.
 (juillet 2025).

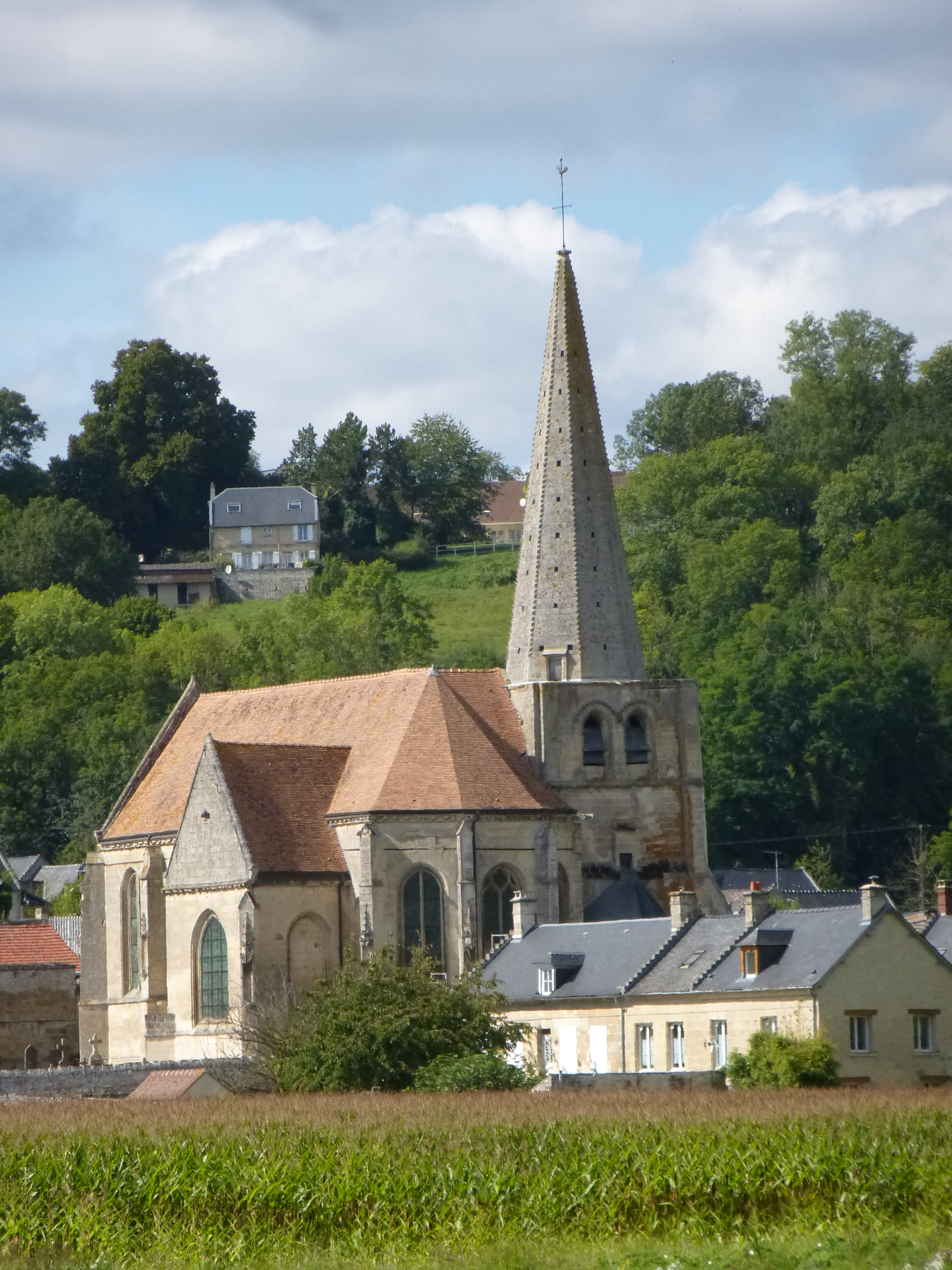
Vue générale

L’église Saint-Sulpice-et-Saint-Antoine de Bitry a été classée Monument historique le 11 décembre 1912. Elle est située au cœur du village, et le domine de son clocher en pyramide, pointé comme un crayon vers le ciel.
Ce monument est à lui seul, un résumé de l’histoire du lieu. C’est autour de lui que s’est formé le village, dont il a conservé les marques de toutes les vicissitudes : emprise de l’abbaye de Saint-Médard de Soissons, invasions normandes et hongroises, luttes entre l’abbé, le roi puis les sires de Coucy, Guerre de Cent Ans, guerres de religion, Révolution Française, et premier conflit mondial.
Pour cette raison, le monument présente une allure composite : vestiges exceptionnels de la petite église carolingienne située sur les fondations d’un temple gallo-romain, clocher massif édifié entre l’an mil et la fin du XIIe siècle, nef et chapelle seigneuriale construites à partir de 1520 dans le style gothique flamboyant, étonnante décoration sculptée de la première Renaissance, ensemble homogène de mobilier du XVIIIe siècle.

## Historique

### Occupation du site
Les terres situées à la confluence de la vallée de l’Aisne et du ru de Bitry, mises en culture depuis l’époque gauloise, n’ont pris une identité nominale qu’à la fin du Bas-Empire quand le nom d’un propriétaire terrien, un certain Victorius, s’est attaché à l’immense villa (terroir agricole) qu’il y possédait. Ce dernier, désigné par le terme « victoriacus » s’est transformé au cours des siècles suivants en Bitry (par un passage du v au b). Sur le terroir de cette villa se trouvait un temple rural gallo-romain (fanum) à l’emplacement de l’actuelle église. Accolé à une source probablement à vertu thérapeutique (devenue par la suite, la « Fontaine Saint-Sulpice » et marquée par un mégalithe), ce petit lieu de culte dut être christianisé au IVe ou Ve siècle. Mais il n’existait encore aucun lieu d’habitat à proximité.
La villa de Bitry fait partie de ces terres de la rive droite de l’Aisne qui formaient le « Royaume de Soissons », créé et dirigé par Syagrius après 476. Cette indépendance de ce domaine dans la Gaule romaine est contestée par Clovis qui reçoit le commandement de la Belgique seconde. Avec l’autre chef franc, de Cambrai, Ragnacaire, Clovis parvient à s’emparer du royaume de Soissons (dans les dernières années du Ve siècle). À la suite de la célèbre bataille, ces terres deviennent propriété des Francs : autrement dit, Bitry est maintenant une dépendance du fisc (patrimoine royal), celle de Cuisy-en-Almont (l’une des grandes villas de la vallée de l’Aisne, en l’occurrence à 15 km à l’est de Bitry, en bordure de la vallée). Sigebert Ier (fils de Clotaire Ier et petit-fils de Clovis Ier) en hérite et le donne, au titre de douaire, à la princesse wisigothe Brunehaut qu’il épouse en 566. À la mort de son mari en 575, Brunehaut fait don du fisc de Cuisy (et de la dépendance de Bitry) à la basilica (mausolée) de Saint Médard que Clotaire a érigée à la périphérie de Soissons. Comme Clotaire, Sigebert se fait enterrer près du saint afin que celui-ci, dans l’au-delà, veille sur son âme. Des clercs doivent chanter les louanges de deux rois, c’est ainsi que naît le monastère qui deviendra la puissante abbaye.

### Première église
Les moines de Saint-Médard prennent immédiatement possession du domaine de Bitry pour l’exploiter. Des serfs (probablement une trentaine au début) sont dirigés par quelques moines qui leur accordent une situation favorable à leurs yeux : ils pourront bénéficier des services religieux. C’est pourquoi les moines de Saint Médard y font construire l’une des plus anciennes chapelles de la région. Ce n’est qu’une église rudimentaire en bois, terre et chaume, rendue possible par la présence des ruines (fondations et restes de matériaux) d’un petit fanum, comme il est habituel sur les grands terroirs gallo-romains. Elle est dédiée à Sulpice, archevêque de Bourges décédé en 647. Le sanctuaire, de type « cimétérial », a pour but d’attirer à elle paysans et serfs qui pourront assister au culte et surtout obtenir le droit de se faire inhumer auprès d’elle. C’est à ce moment que naît véritablement le village. L’édifice mérovingien, qui n’a pas laissé de traces matérielles, comme tous les autres établissements ecclésiastiques de la région (le monastère de Saint-Médard entre autres), n’a pu résister aux invasions normandes de 886 et à celles hongroises qui ont suivi.

### Église de pierre
Dans les dernières années du IXe siècle, la petite église est reconstruite en pierre sur le même emplacement (il en subsiste une partie des murs dans l’actuel clocher). À peine un siècle plus tard, le village s’est peuplé : il faut agrandir l’église. On lui adjoint une nef du côté oriental et sur l’ancienne église est édifié un clocher massif.
C’est au cours de cette période que l’abbaye renonce à laisser à demeure à Bitry des moines qui ne bénéficient d’aucune défense, notamment contre les seigneurs du Laonnois et du Vermandois. Elle installe un prévôt, autrement dit un laïc, entouré d’échevins, dont la mission consiste à gérer les propriétés, et à assurer la police et la justice. Celui-ci bénéficie d’un « hôtel », un donjon, à l’intérieur d’une vaste enceinte englobant également l’église et des granges. La prévôté qui subsista jusqu’à la fin du XVIe siècle, semble-t-il, devait ressembler à celle de Marizy, dépendant elle aussi de Saint-Médard, si l’on en croit la description succincte du Terrier de la châtellenie de Vic en 1447.
Dans la deuxième moitié du XIIe siècle, le clocher qui ne s’élève qu’à mi-hauteur de ce qu’il est aujourd’hui, est surélevé et couvert d’une pyramide achevée avant 1180, ce qui en fait la plus ancienne du Soissonnais. L’église demeure sous cet aspect pendant deux siècles et demi. La Guerre de Cent Ans la ruine, en effet, en grande partie. Incendiée, elle ne conserva que le clocher qui a servi de refuge aux habitants. Il faut attendre les années 1520 pour que l’édifice soit reconstruit. Entre-temps, en effet, en 1502 l’abbaye royale de Saint-Médard est passée sous le régime de la commende (son exploitation est confiée à un seigneur laïc ou religieux). Bitry devient alors une châtellenie dépendante de Saint-Médard, ce qu’elle restera jusqu’à la Révolution. Les travaux de reconstruction durent jusqu’en 1564. La nef romane est abandonnée et transformée en bas-côté nord, tandis que la nouvelle nef est édifiée au sud de celle-ci, en même temps qu’une chapelle seigneuriale qui, avec la partie basse du clocher, forme un faux transept. Ces deux constructions sont achevées peu avant 1535. En effet, une spectaculaire décoration de la voûte de la chapelle montre un cartouche portant cette date. L’iconographie des clefs pendantes suggère que la nouvelle église est inaugurée par François Ier lui-même, suzerain de Saint-Médard, lorsqu’il se rend à Coucy et y rédige son célèbre édit. Le sire de Coucy possède, en effet, un fief à Bitry. Et le message religieux transmis par la décoration de la chapelle se réfère explicitement aux tragiques événements de l’année 1534 (« Affaire des Placards », la répression des huguenots qui suivit, la présentation au roi des reliques de la Passion du Christ devant la Sainte Chapelle). C’est Henri II qui achève la construction des voûtes du bas-côté, comme en témoignent deux culs-de-lampe historiés.
L’édifice subit, à nouveau, d’importantes dégradations pendant les guerres de religion dont des événements dramatiques se situèrent sur les rives de l’Aisne entre Choisy-au-Bac et Vic-sur-Aisne ; à ce moment, les habitants doivent se réfugier dans les combles de l’église, la face supérieure des voûtes en porte témoignage). Avant sa restauration en 1985 la tourelle d’escalier de l’église portait encore des traces de coups de boulet. Tout le mobilier liturgique ainsi que la décoration sont alors mis à mal. Ils sont remplacés entre 1748 et 1778, sous les auspices du curé Géraud de Jalengues qui rassemble des fonds de bien curieuse manière : il intente des procès contre le curé de Saint-Pierre-lès-Bitry, le monastère de Sainte-Léocadie à Vic, le maître de poste de Jaulzy, dont les dividendes sont investis dans l’église, auxquels s’ajoutent des dotations royales et seigneuriales. Le maître-autel, les fonts baptismaux, les lambris de marbre, la chaire de style Louis XV, les autels latéraux de marbre, les lambris, et les stalles de chêne de style Louis XVI, ainsi que les trois grands retables des autels forment, de ce fait, un ensemble particulièrement homogène.
La déchristianisation qui accompagne la Révolution Française marque profondément le monument. La dizaine de statues en bois qui, dans des niches, ornaient l’extérieur ainsi que l’intérieur de l’église sont brûlées en 1793. Les armoiries des rois de France figurant sur la clef de voûte du chœur ainsi que sur des deux clefs pendantes de la chapelle sont piochées. C’est en s’attaquant à ces fleurs de lis que les révolutionnaires font tomber un claveau entier de la couronne suspendue, causant son affaissement (qui nécessite aujourd’hui sa restauration). Dans la même période, un bataillon de soldats venant de Noyon, font descendre trois des quatre cloches pour les fondre. Trente ans plus tard, le bourdon qui avait été baptisé en 1643 (et dont le parrain était Pierre Pothier, le seigneur de Blérancourt) est à son tour descendu et c’est avec sa matière que sont fondues les trois cloches toujours en service. Elles sont réinstallées dans le clocher le 14 juillet 1833, lors d’une grande cérémonie qui a laissé des traces sur l’église : tout l’intérieur est recouvert d’un lait de chaux blanc, une litre de couleur ocre et marron est peinte sur le bas des murs, ainsi que des croix de consécration sur les colonnes. Sur le pignon oriental, à l’intérieur de l’église, sont suspendues des couronnes de fleurs composant un message qui reste à déchiffrer, car les clous de suspension sont demeurés.
Au cours des XVIIe et XVIIIe siècles, de nombreuses réparations doivent être effectuées sur les parties les plus fragiles de l’édifice, notamment le pignon oriental. Mais c’est en 1869-1870 que sont réalisés les travaux les plus importants : un disciple de Viollet-le-Duc ceinture l’ensemble de la nef et du chœur à l’aide d’un chaînage de fer maintenu par des ancres ; en effet, les murs gouttereaux, mal étayés par de contreforts trop faibles, se décollaient de la voûte.
Lors de la première Guerre mondiale, le village de Bitry se trouve immédiatement à l’arrière des lignes françaises. Le clocher de l’église reçoit plusieurs obus : l’un touche les baies et la corniche de la face nord ; un autre traverse de part en part la pyramide, les débris de celle-ci entraînent l’effondrement d’une partie de la voûte du chœur. Ces dégâts sont réparés entre 1920 et 1927. Cependant le clocher était durablement fragilisé par d’importantes fissures. Une importante campagne de restauration entre 1982 et 1985 permet de le consolider par trois chaînages intérieurs. Mais il faut attendre 2017 pour que les dernières traces de ces déprédations soient effacées (réparation des baies et de la corniche, traitement des fissures). En 2020, les deux arcs doubleaux de l’église primitive ont été restaurés, ainsi que la couronne pendante de l’église seigneuriale (le travail de sculpture a été réalisé par Bertrand Doussault).

## Description

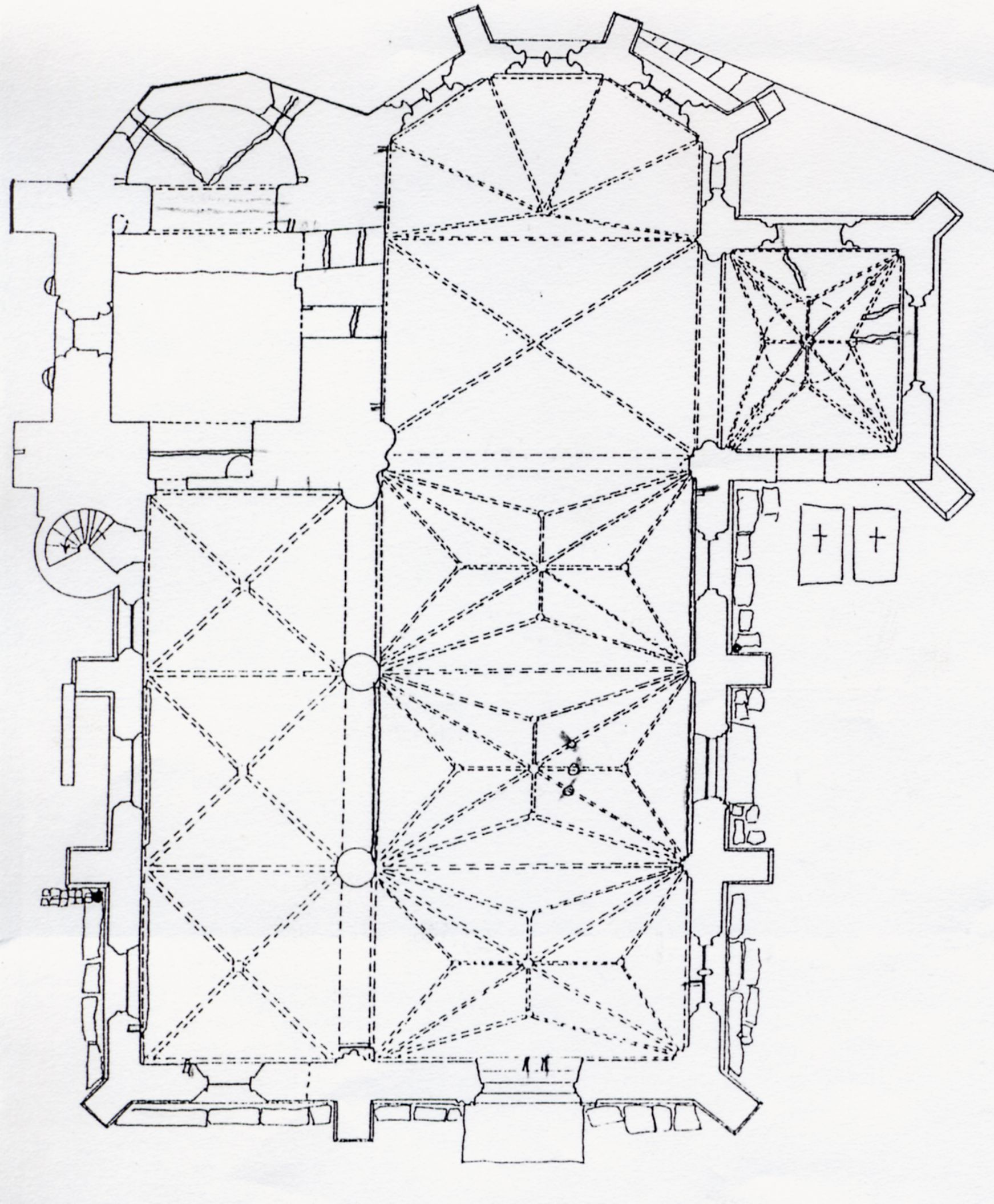
Plan d'ensemble

### Église carolingienne

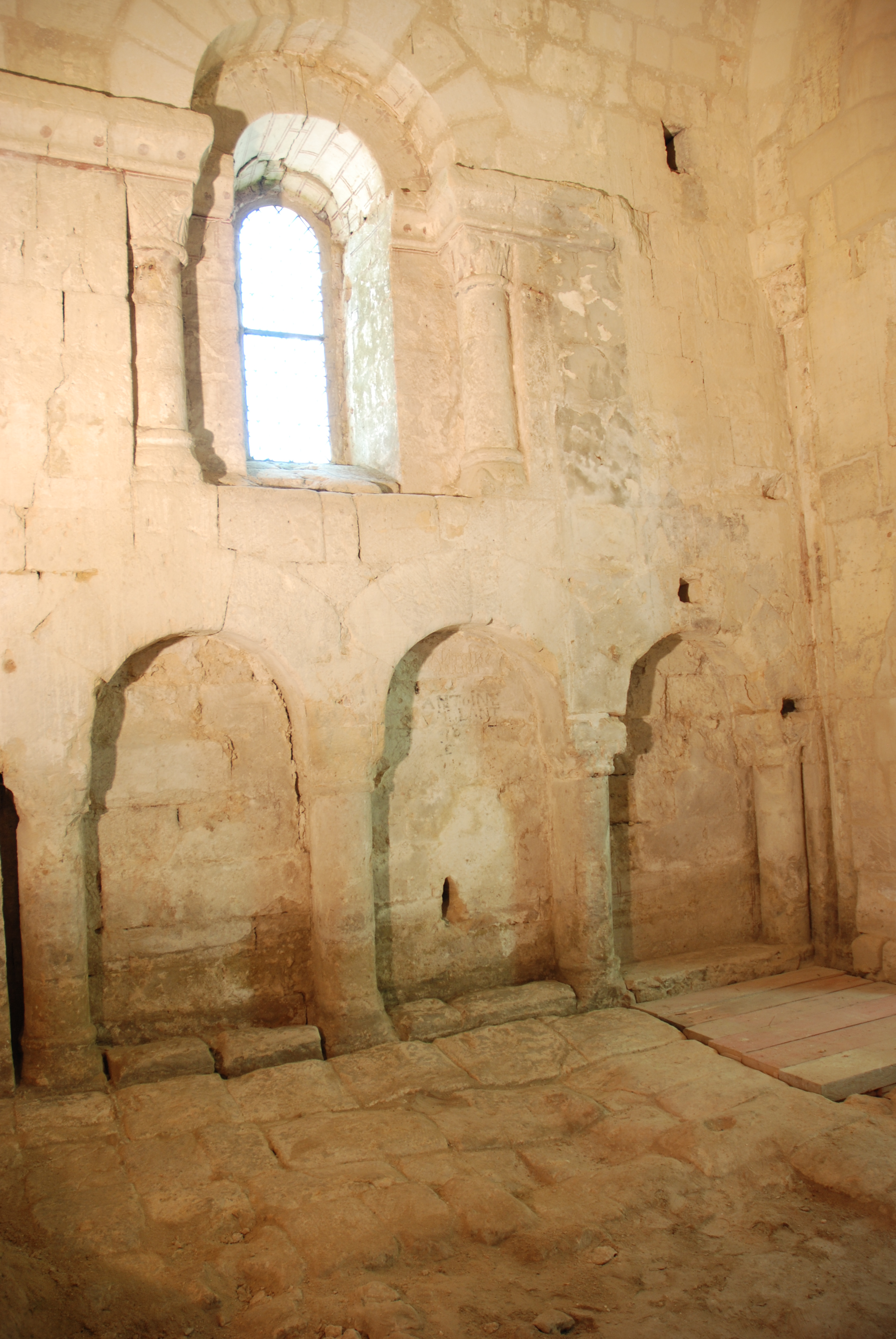
Chapelle côté nord

Elle occupe la partie basse du clocher où se trouvent la nef et une abside accolée à celui-ci du côté oriental. La nef s’est installée à l’emplacement de la cella (pièce centrale du sanctuaire) d’un temple rural gallo-romain, c’est pourquoi le plan en est parfaitement carré. Les côtés, à l’intérieur, mesurent 4,80 m. Le portail d’entrée, du côté occidental, est aujourd’hui obstrué par l’autel de la Vierge construit vers 1770. Il était surmonté d’un pignon surélevé servant de clocher, repris dans la construction postérieure du clocher au niveau des combles.
Le côté nord de la nef ancienne est le mieux conservé. Le mur est haut de 4,80 m. Au pied, il est renforcé par une banquette de pierres de grand appareil, de 75 cm de hauteur. Au-dessus d’elle, se trouvent trois arcatures aveugles à l’arc en plein cintre, soutenues par quatre colonnes dont les fûts mesurent 85 cm. Les chapiteaux, très abîmés, montrent un cordon parfois tressé et une corbeille d’allure antique (grosses crosses aux angles). Au-dessus de ces arcatures, en position légèrement décentrée, se situe une baie à arc en plein cintre, à double ébrasement. Le premier arc est soutenu par deux colonnes.
Les chapiteaux soulignés de cordons tressés présentent une allure cubique et des crosses aux angles ; la corbeille de l’un est orné d’une grille gravée en losanges, l’autre de dents de loup imbriquées ; les deux chapiteaux et un fût de colonne gardent quelques traces de peinture ocre-brun. L’imposte de cet arc se transforme en bandeau courant sur toute la longueur du mur ; il est orné de croix de Saint-André gravées.
En face, le mur sud a été en partie détruit par un passage créé au XVIIIe siècle pour faire communiquer la salle basse du clocher (église carolingienne) avec la nouvelle nef. Il ne demeure donc que la partie haute d’une baie en plein cintre, située en face de celle du mur nord. Deux chapiteaux ont été conservés, de même type que les précédents ; l’un est décoré de têtes de diamant, l’autre d’une sorte de feuille plate. Les murs nord et sud sont couronnés par un bandeau sur lequel s’appuyait la voûte, probablement en bois en premier temps, puis appareillée en pierres. Sur les murs, la voûte et les arcs subsistent des traces d’une peinture murale (faux-joints, étoiles, cercles) qui a connu au moins deux époques avant le XVIe siècle
Une arche de gloire séparait la nef du chevet ; il en demeure, du côté nord, une haute colonne, ainsi que l’arc qu’elle soutenait.
Le chevet a été en partie détruit par la construction du clocher : un contrefort intérieur s’est installé derrière l’arche de gloire. Le parement intérieur de l’abside et sa voûte en cul-de-four sont conservés mais, à la Renaissance, à l’extérieur un nouveau mur à trois pans à recouvert la construction ancienne. Les travaux de consolidation du clocher ont fait apparaître un mur en grand appareil séparant la nef du chevet. On peut supposer, comme il était courant, que le sol du chœur se trouvait surélevé par rapport à celui de la nef et que l’autel surmontait une petite crypte. Le dallage de pierres plates, encore visible, est celui d’origine mais remonté de 80 cm, quand la nef romane fut construite dans le prolongement occidental, afin de rattraper la déclivité du sol naturel.

Église carolingienne
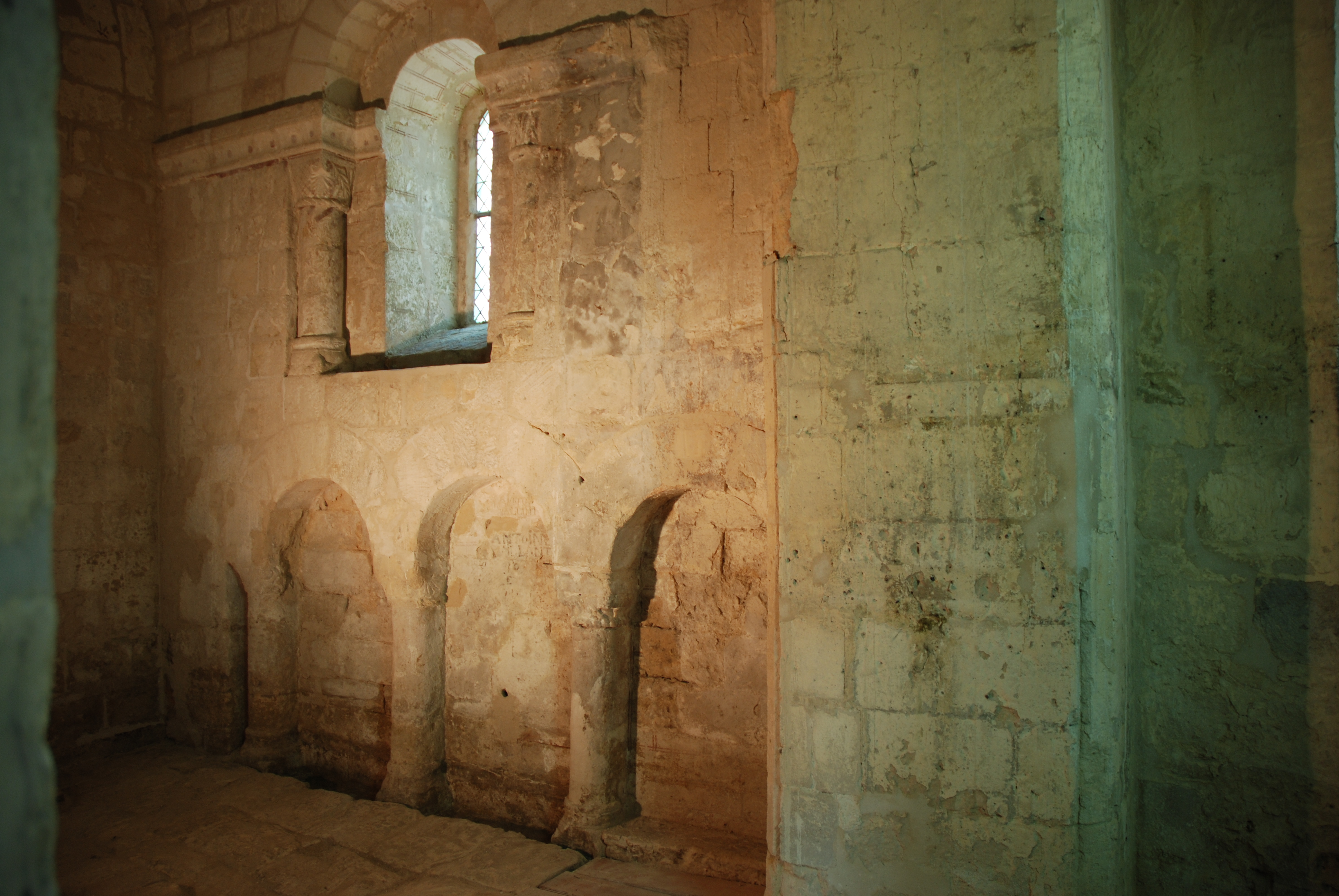
Mur nord
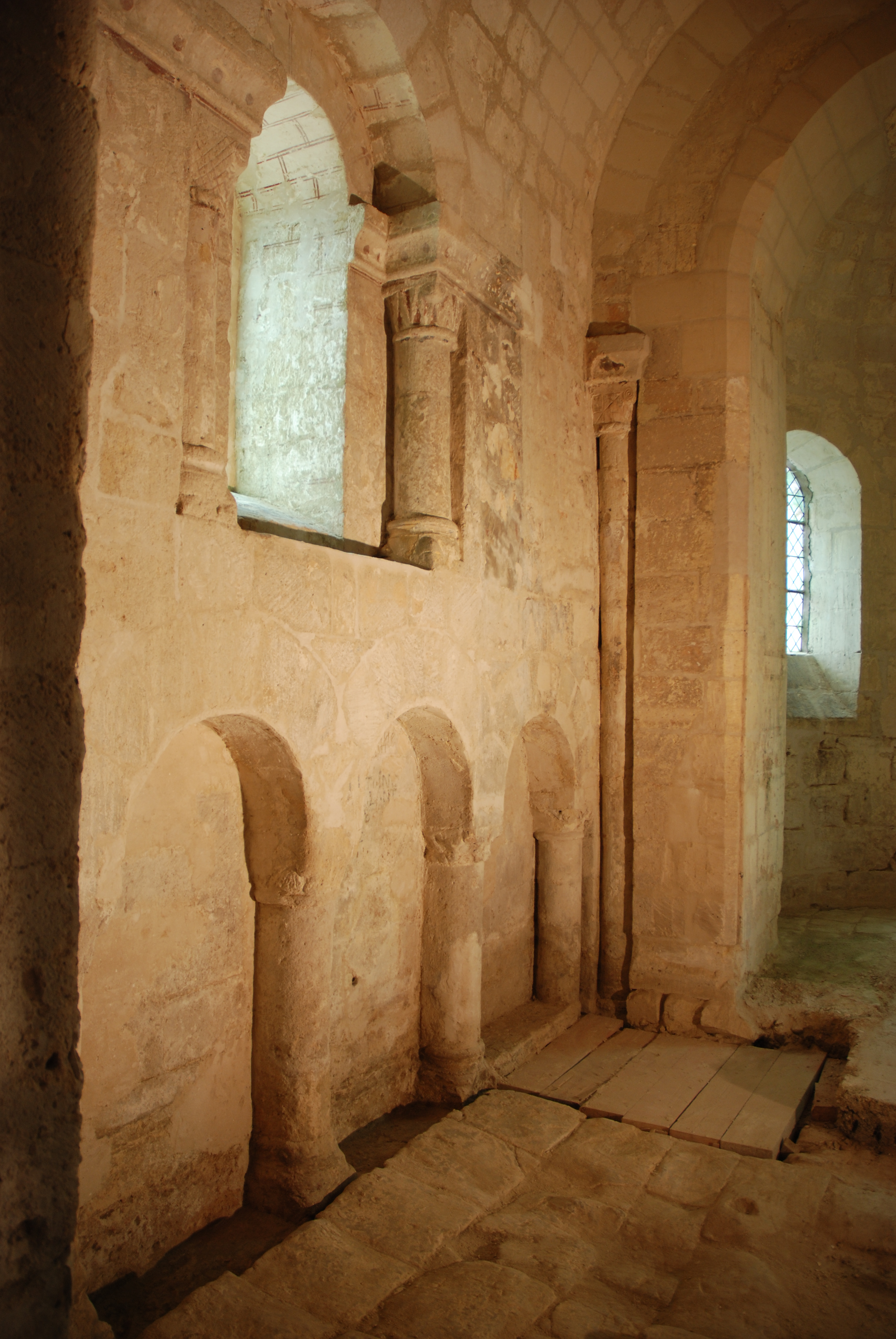
Mur nord et abside
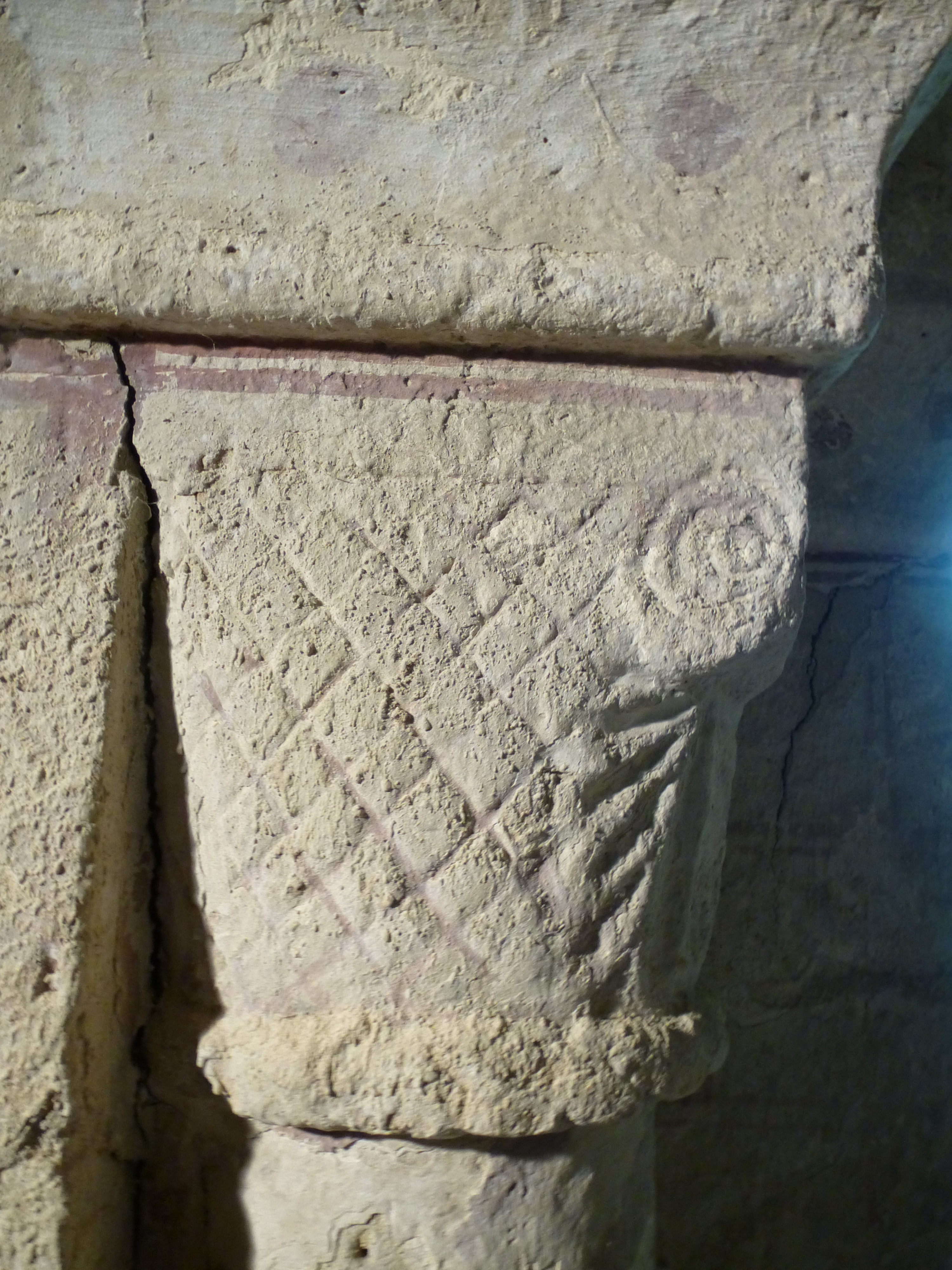
Chapiteau décoré

### Clocher

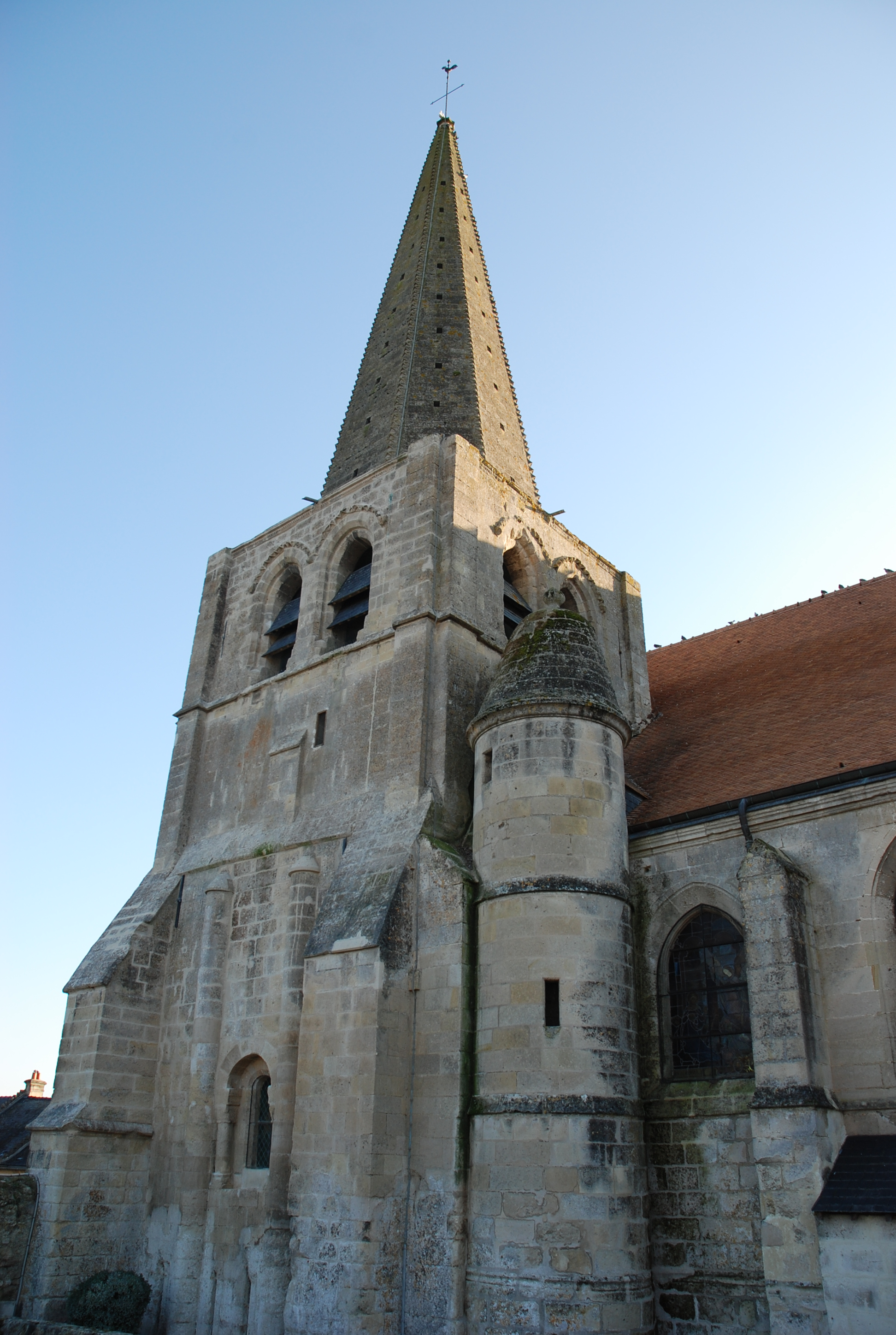
Clocher côté nord

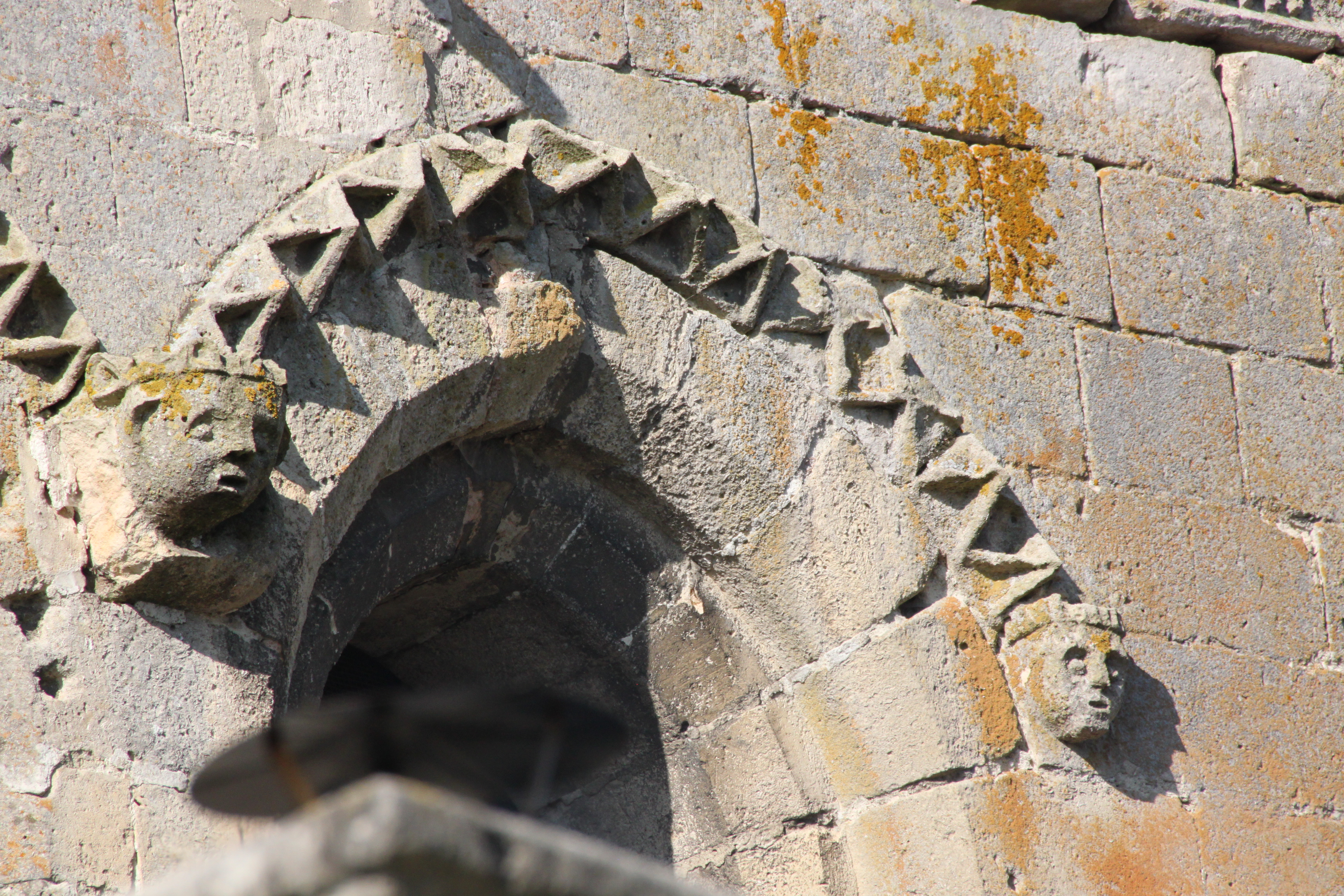
Clocher Têtes couronnées

Le plan carré de la nef primitive et l’épaisseur de ses murs se prêtaient à leur utilisation comme clocher de l’église romane. La construction connut deux étapes. Vers l’An Mil, les murs furent rehaussés jusqu’à une hauteur de 8,50 m. Des contreforts inhabituels, sous forme de colonnes engagées terminées par des cônes, consolidaient la partie haute des murs dont l’épaisseur n’est plus que 80 cm et le parement intérieur constitué de simples moellons. On ne sait quel était le couronnement de ce clocher (terrasse, toiture en bâtière ou en flèche ?).
Au milieu du XIIe siècle, le fût du clocher a été prolongé jusqu’à la hauteur de 18 m et couvert d’une voûte pyramidale de 12,50 m. L’ensemble a été édifié au même moment comme en témoigne le décor d’étoiles en pointe de diamant qui orne les archivoltes des baies et les arêtes de la flèche. Ce décor, peu courant sous cette forme, trouve sa meilleure comparaison sur l’église de Bonneuil-en-Valois qui a été édifiée à la fin du premier quart du XIIe siècle. Des baies ont été creusées dans la partie haute, un peu au-dessus du beffroi des cloches. Elles se répartissent par paires sur les quatre faces du clocher. Leur arc est en tiers-point, ce qui n’étonne guère puisque cette innovation apparaît au début du même siècle. Le simple ébrasement en ressauts et l’absence de colonnes supportant les arcs place la construction à la fin de la période romane dont l’esprit cependant demeure : les arcs des baies sont surmontés d’une archivolte qui retombent sur des têtes humaines très frustes : ce sont des bustes de rois et de reine comme en témoignent leurs couronnes. La corniche, située au ras de la terrasse, est également très fruste : entre deux tores se placent des denticules.
La flèche en tas de charge a été élevée en même temps que les baies. Les quatre trompes d’angle en encorbellement qui permettent de passer du plan carré au plan octogonal naissent, en effet, au niveau inférieur des baies. Contrairement aux flèches légèrement plus anciennes du Beauvaisis (Bury, Cambronne-lès-Clermont, etc.), celle-ci n’est décorée que sur ses arêtes ; on n’y voit pas d’écaille et les ouvertures sont de simples ajours rectangulaires, distribués sur neuf rangées.
Cette construction imposante semble ne pas avoir été achevée. À la base de la flèche, sur la terrasse, n’apparaît aucune trace des quatre pyramidions d’angle qui devraient y figurer, non plus que d’une balustrade.

### Construction de la nouvelle église
Elle est postérieure à 1519, comme le prouve la clef de voûte du chevet qui porte l’écu des rois de France entouré du collier de l’ordre de Saint-Michel, tel qu’il a été redessiné par François Ier. Le chantier a connu, au moins trois étapes, au long d’une quarantaine d’années. Il semble que la nouvelle église, hormis le clocher, fut entièrement reconstruite : il ne restait rien en élévation de la nef romane. Une partie de ses pierres, de moyen appareil, ont été réutilisées dans le mur séparant la nef du bas-côté nord : elles portent encore des traces de la peinture murale, faux-joints mais en désordre.
Il est probable que la construction a commencé par les deux travées du chœur et du chevet. Un puissant doubleau-diaphragme séparant les travées de la nef de celles du chœur a permis cette construction en deux temps, qui est également révélée par les croisées d’ogive différentes : celle du chœur est quadripartite, tandis que celles de la nef sont flamboyantes, comprenant liernes et tiercerons. La chapelle seigneuriale appuyée sur le chœur, du côté méridional, semble s’être appuyée contre la nef déjà élevée. Mais c’est la voûte en pierre du bas-côté nord qui a marqué la fin de la construction : un plafond de bois en coque de bateau renversée a servi, en un second temps, de cintre à la voûte en pierre ; il demeure les négatifs des chevrons dans l’appareillage de la voûte. Deux culs-de-lampe de cette voûte donnent l’identité du donateur et la date de l’achèvement des travaux : un blason portant trois croissants emmêlés et deux H dans les angles (Henri II) et la date de 1564.

### Extérieur
Les étapes de construction apparaissent sur le pignon occidental et dans la différence de traitement des murs gouttereaux sud et nord. Il apparaît que le bas-côté nord a été accroché à la nef de façon quelque peu maladroite. Le portail occidental a également été construit après coup, comme en témoigne son « harpage », cependant peu de temps après la construction de la nef.
La hauteur importante du mur sud (10 m) indique, de la part du maître d’ouvrage, la volonté d’édifier un monument ambitieux, dont les moyens mis en œuvre n’ont pas été à sa mesure : les sept contreforts à trois talus de la nef sont trop minces ou auraient dû être appuyés par des arcs-boutants. Sur la façade méridionale et le chevet, les contreforts contiennent des niches très ouvragées, caractéristiques du style flamboyant : elles sont coiffées d’un dais au décor architectural dont l’intrados imite une croisée d'ogives ; le pied repose sur un cul-de-lampe historié, souvent un blason tenu par des chérubins.

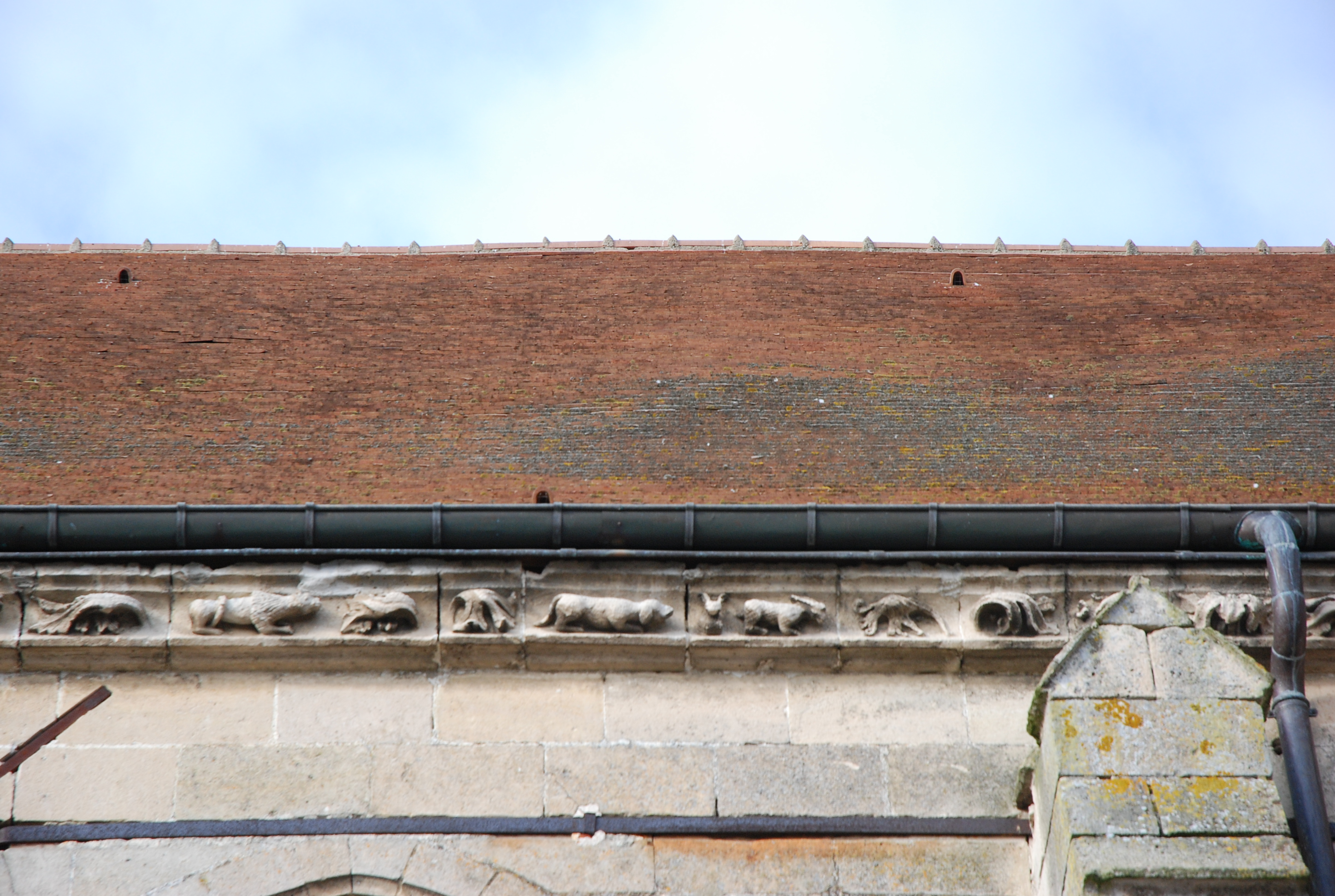
Frise sud

L’élément le plus remarquable de la façade méridionale est la corniche ornementale qui se prolonge jusqu’au chevet. Il s’agit d’une frise composée de représentations d’animaux domestiques (chiens, chats, porcs, lapins) alternant avec des êtres imaginaires (monstres, sortes de lutins), dans laquelle on peut reconnaître une influence flamande (la « Rivière », nom de cette petite région, se trouvait sur le chemin des commerçants circulant entre la Flandre et la Champagne).
Curieusement, les baies de la nef, du chevet et du bas-côté ne montrent pas les caractères du style flamboyant ; leur remplage est simple. Les vitraux d’origine ont partout disparu ; ils ont été remplacés par une grisaille, des verrières claires et quatre vitraux de la fin du XIXe siècle dans le bas-côté.

Frise Sud
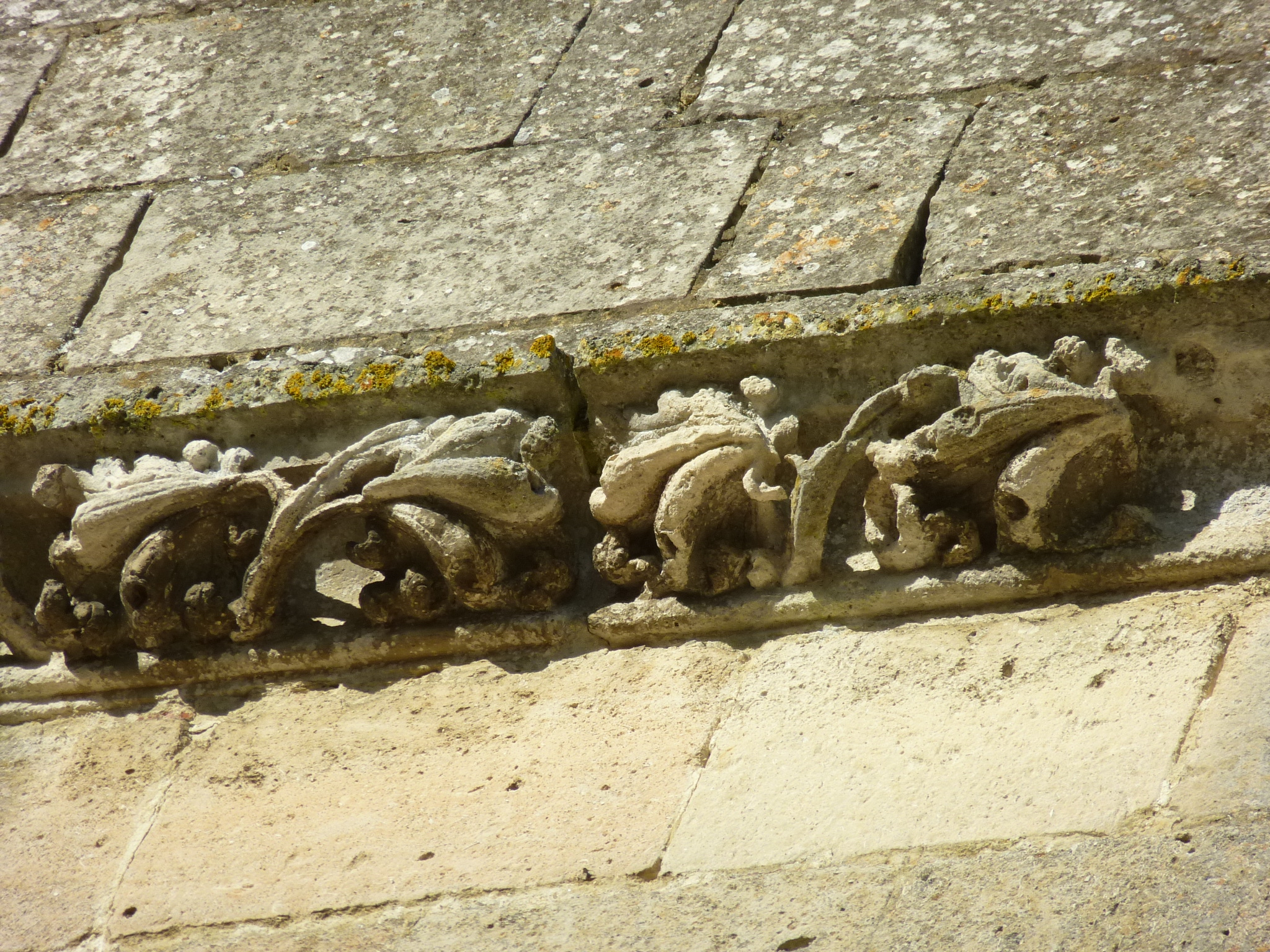
Détail frise feuillagée
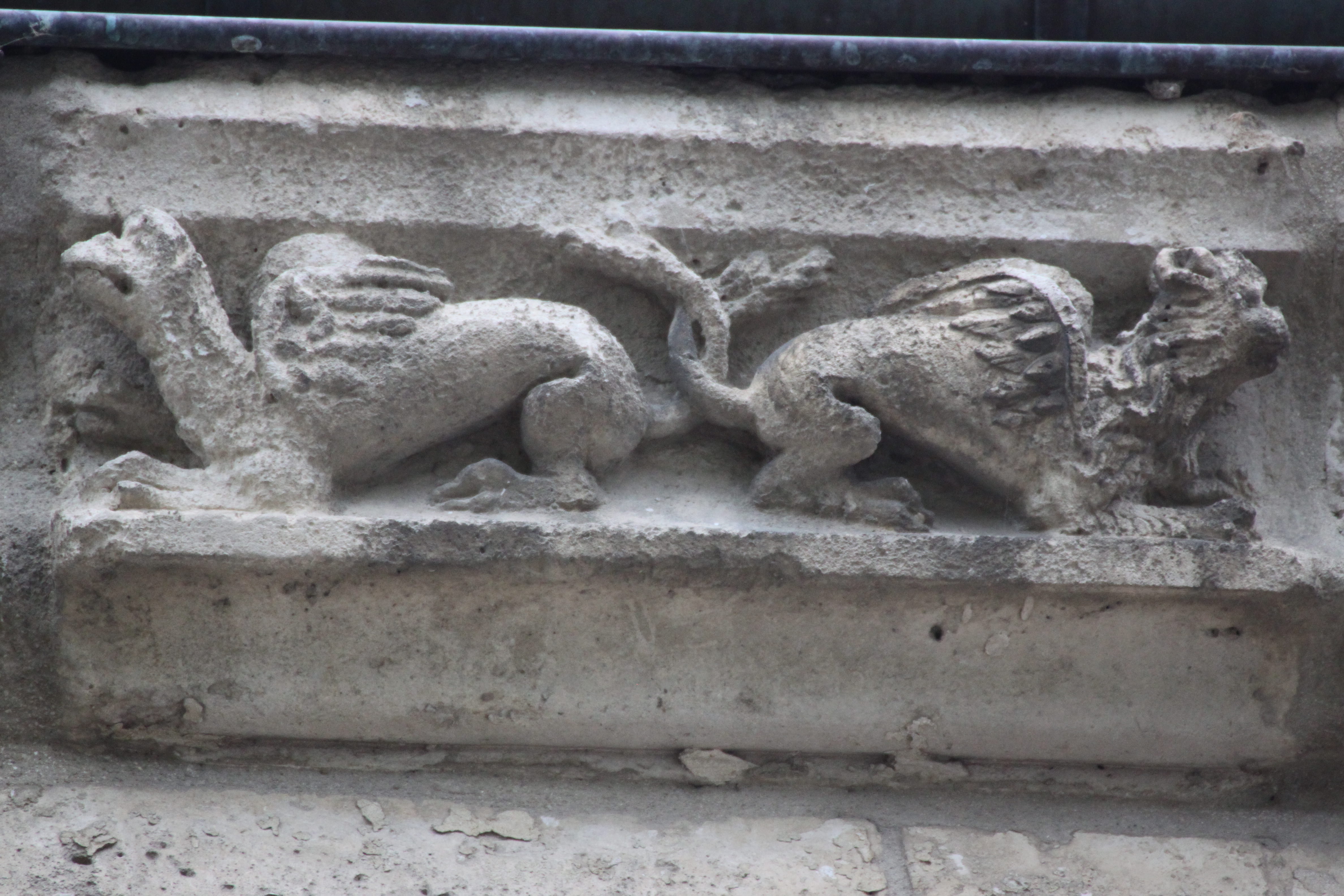
Détail animaux

### Portails

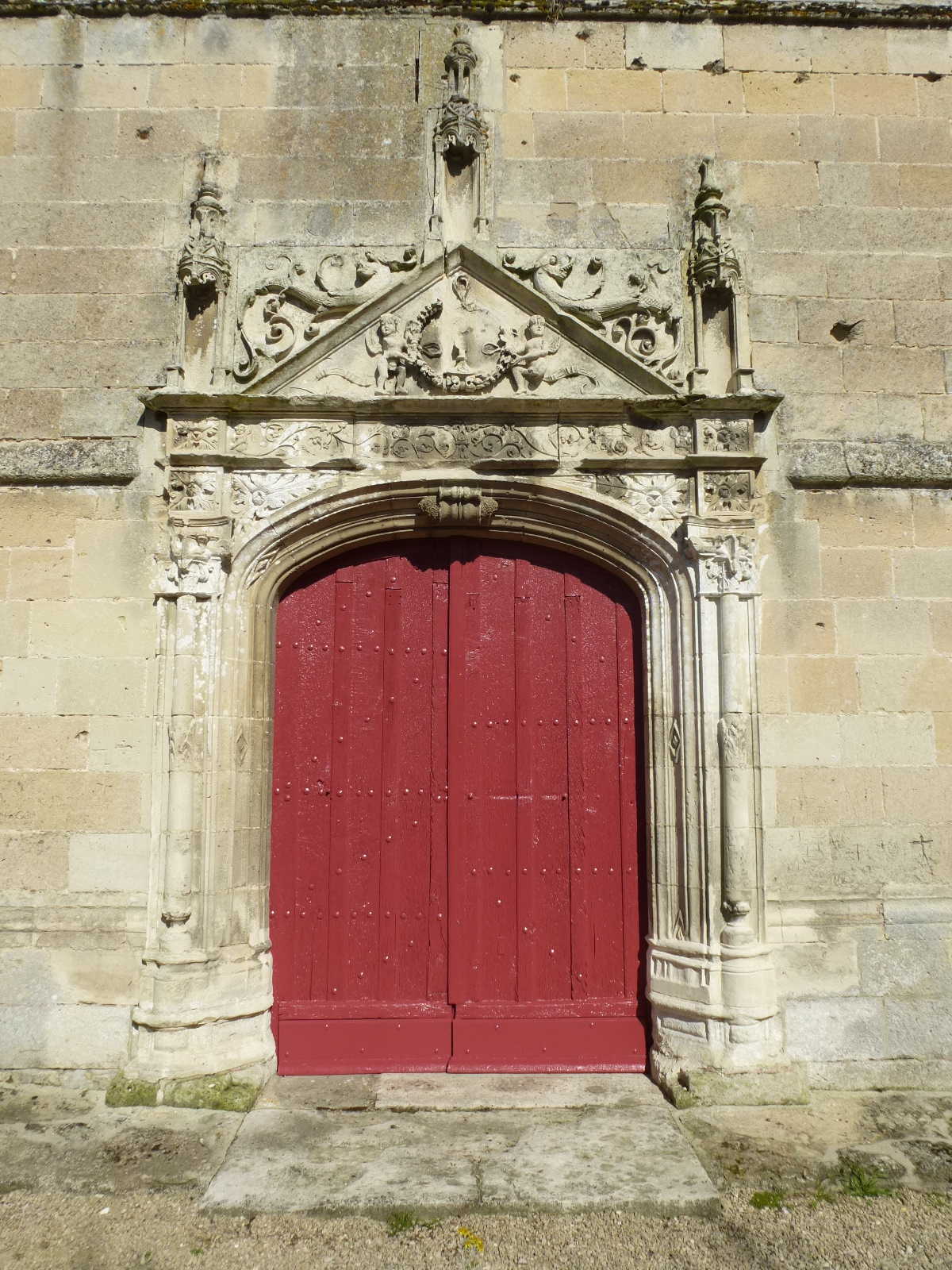
Portail occidental

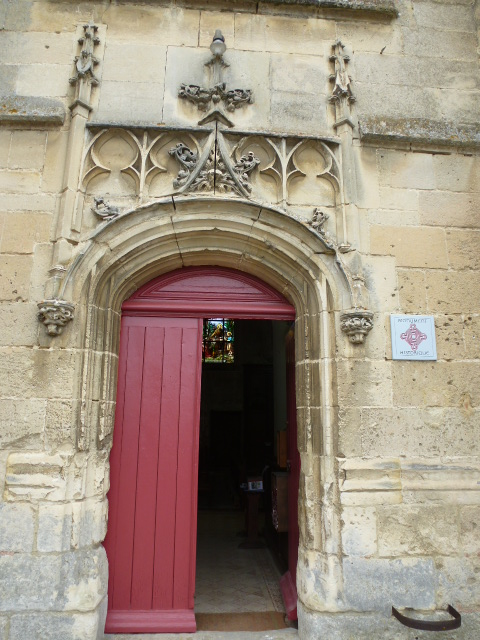
Portail sud

L’église ouvre par quatre portes. Celle du bas-côté nord n’a pas été décoré, elle est protégée par un auvent tardif et disgracieux.
Le petit portail situé sur la façade méridionale est contemporain de la construction de la nef. Il est encore décoré dans le style flamboyant ; il est très proche de celui de la porte du couvent des Cordeliers à Senlis ou du portail nord de l’église de Pierrefonds. L’arc de l’ouverture est surbaissé. Il est surmonté d’arcatures aveugles au remplage flamboyant, elles-mêmes encadrées par des pinacles.
Le portail principal sur le pignon occidental est le plus ouvragé. Il appartient à un style représenté dans la région sur d’autres églises (Moulin-sous-Touvent, Saint-Crépin-au-bois, Autrêches). Le décor est architectural et animé. L’arc surbaissé de l’ouverture est encadré de deux piliers engagés, couronnés de chapiteaux corinthisants. Il supporte un entablement dont la frise est décorée de rinceaux de feuillages et de deux chérubins en bas-relief, et un fronton triangulaire. Dans l’espace du fronton deux chérubins sculptés, jambes ployées, tiennent une couronne encadrant un vase dont il ne reste que le piédestal. Dans les deux écoinçons sont affrontés deux monstres mi-marins mi-végétaux. Le tout est encadré et surmonté au centre par trois pinacles en forme de tempietto.
Le petit portail de la chapelle reprend le même répertoire iconographique. Mais les décors sont traités en bas-relief peu accentué. L’ouverture est rectangulaire. Le portail est traité sur le mode de l’architecture antique : deux pilastres engagés à chapiteaux corinthisants supportent un entablement marqué également par une frise décorée de rinceaux de feuillage et, au centre, de deux chérubins affrontés. Au-dessus un blason est entouré d’une guirlande formant cartouche et encadré de deux balustres de chaque côté desquels s’affrontent deux monstres marins (sur le même modèle que le portail de Moulin). Plus haut un petit personnage sculpté tient une branche. De chaque côté, un phylactère se développe, muet comme le blason. En effet, l’ensemble était peint ; il n’en reste que le fond ocre pâle autour du blason.

### Intérieur

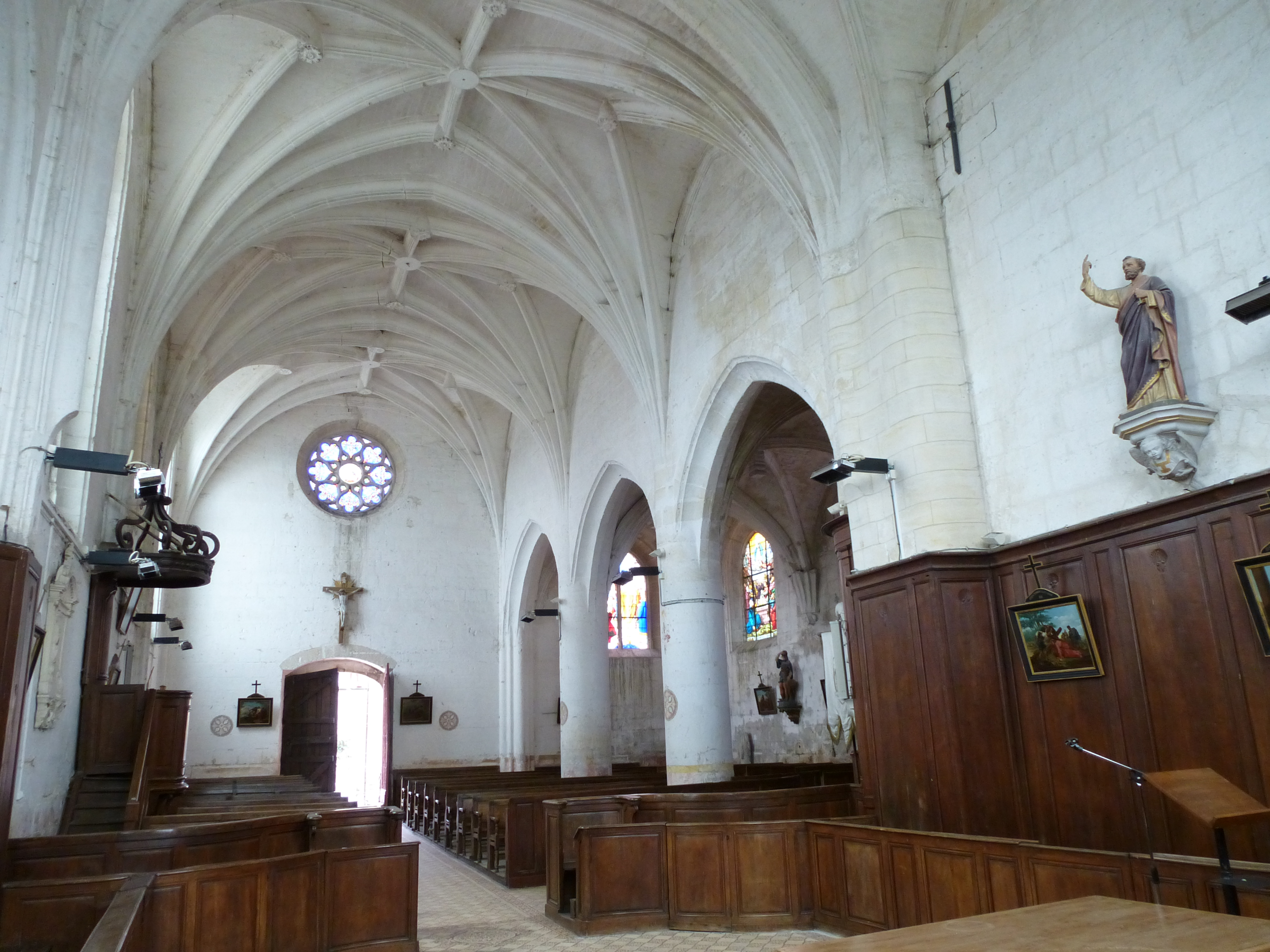
Voutes flamboyantes

La nef comprend trois travées. Elles sont voûtées en croisées d’ogives flamboyantes avec liernes et tiercerons qui reposent, sur le côté nord, sur deux colonnes libres et une engagée et, sur le côté sud, sur quatre colonnes engagées dans le mur gouttereau. Les deux grosses colonnes libres, de section circulaire, repose sur une haute base octogonale ; elles ont leur exact équivalent à Moulin-sous-Touvent et Autrêches. Comme les colonnes engagées sur le côté sud, elles ne possèdent pas de chapiteau, les nervures des croisées se fondant dans la colonne.

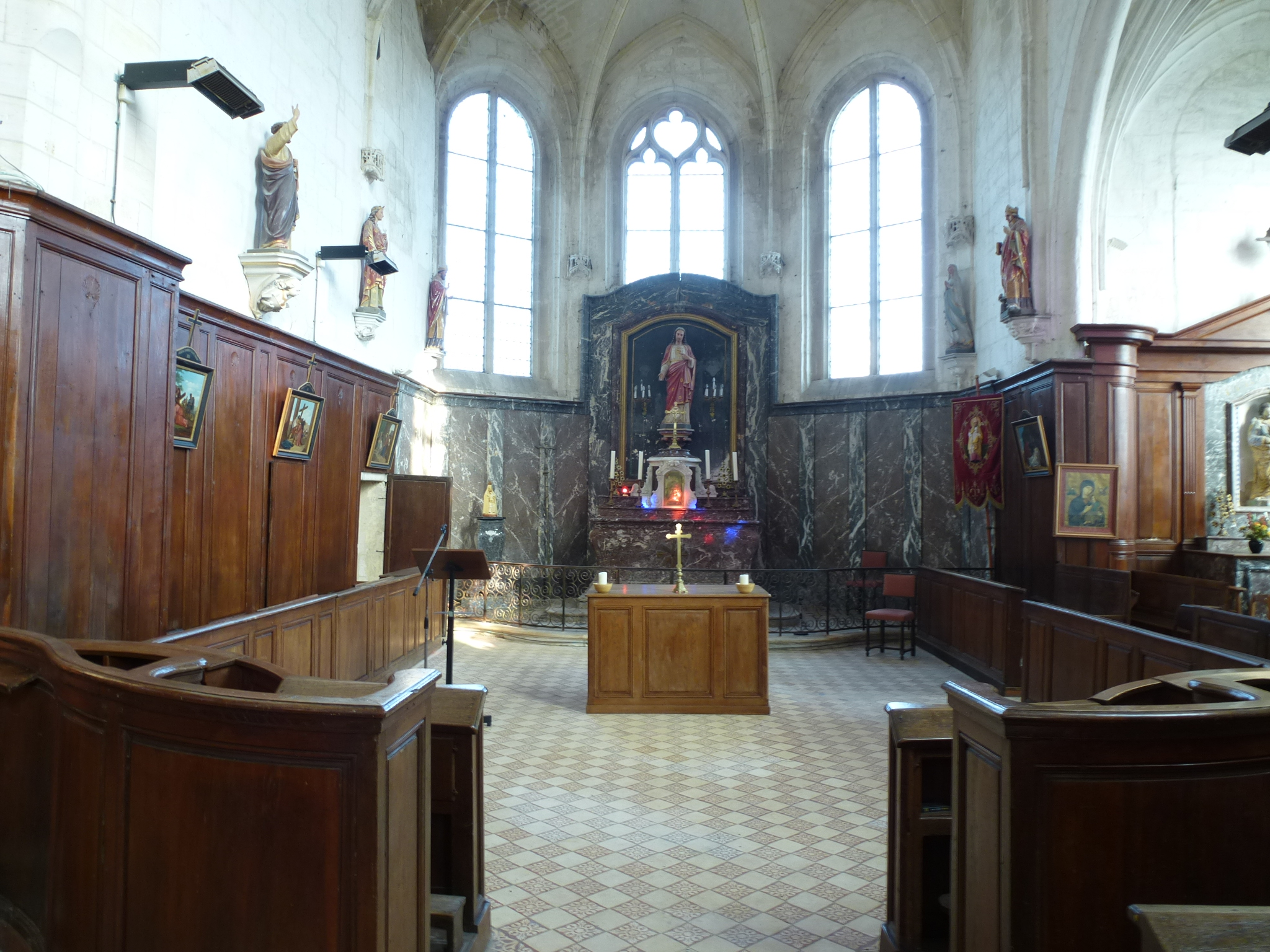
Coeur décor du 18ème

Le chœur comprend une travée droite et une autre cinq pans, percée de trois baies. Les voûtes ne présentent ni liernes ni tiercerons. La clef de voûte pendante de la travée droite présente une décoration de même facture que celle de la couronne de la chapelle qui lui fait face : on y voit un angelot assis sur une couronne royale dont l’intrados contient la colombe du Saint-Esprit. Celle de la travée suivante montre l’écu des rois de France, entouré du collier de l’ordre de Saint-Michel. Les colonnes d’où partent les nervures de la croisée contiennent, à 3m20 de hauteur, des niches semblables à celles qui rythment la façade occidentale extérieure (dais en architecture miniature, socle décoré de blason).

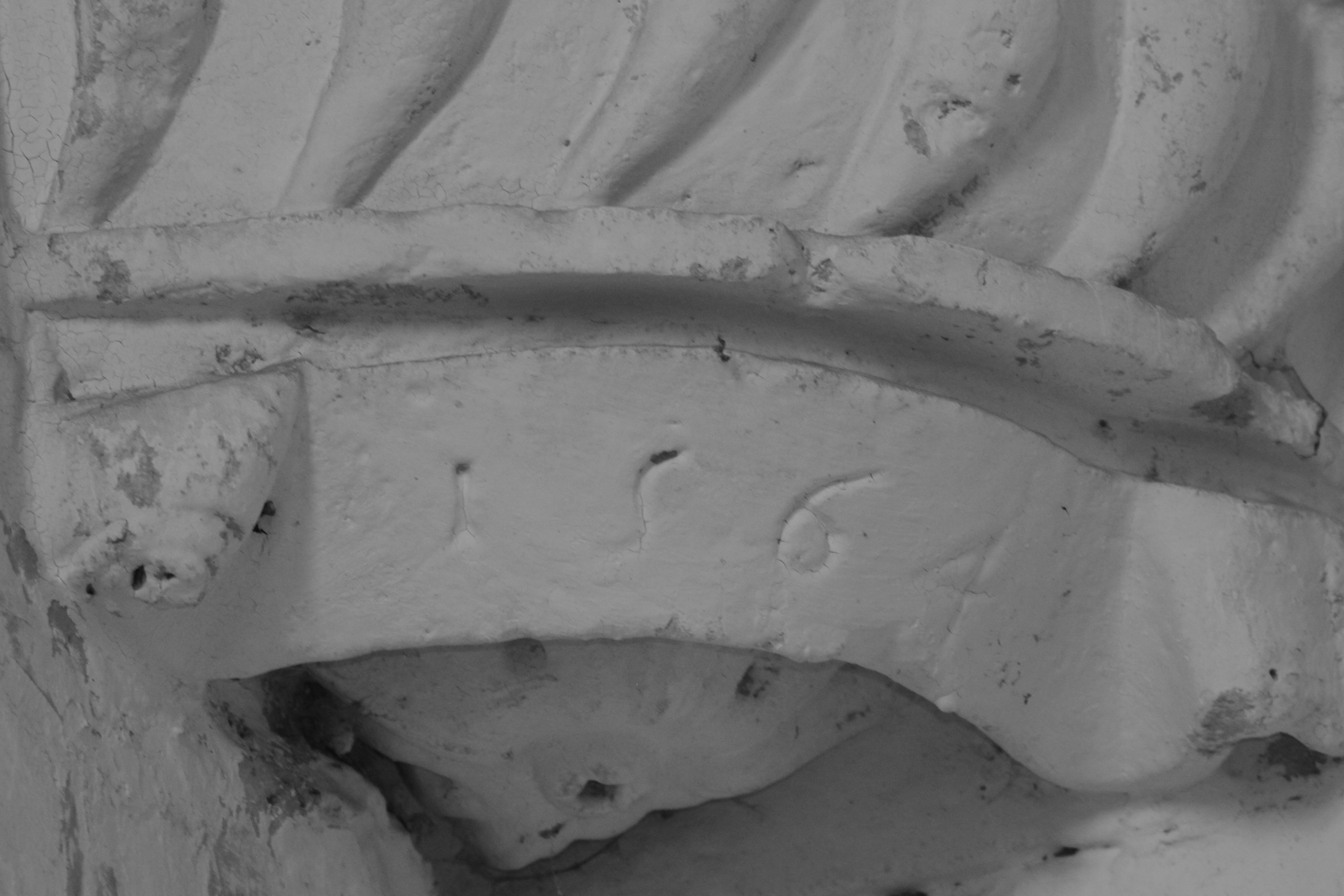
Cul de lampe 1564

Le bas-côté nord comprend trois travées percées de trois baies. Les voûtes sont quadripartites, alors que le départ des nervures depuis des culs-de-lampe annoncent des tiercerons qui n’ont pas été poursuivis plus haut. Un de ces culs-de-lampe portent un blason encadré de têtes de chérubins, un second porte la date de 1564. Les vitraux des quatre baies ont été réalisés à la fin du XIXe siècle. Le vitrail du pignon occidental représente le baptême de Clovis. Les trois du mur nord illustrent les moments de la vie de la Vierge : l’Annonciation, la vie de famille à Nazareth et l’Assomption ; ils sont l’œuvre de Louis Koch qui travaillait à Beauvais dans le dernier quart du siècle.

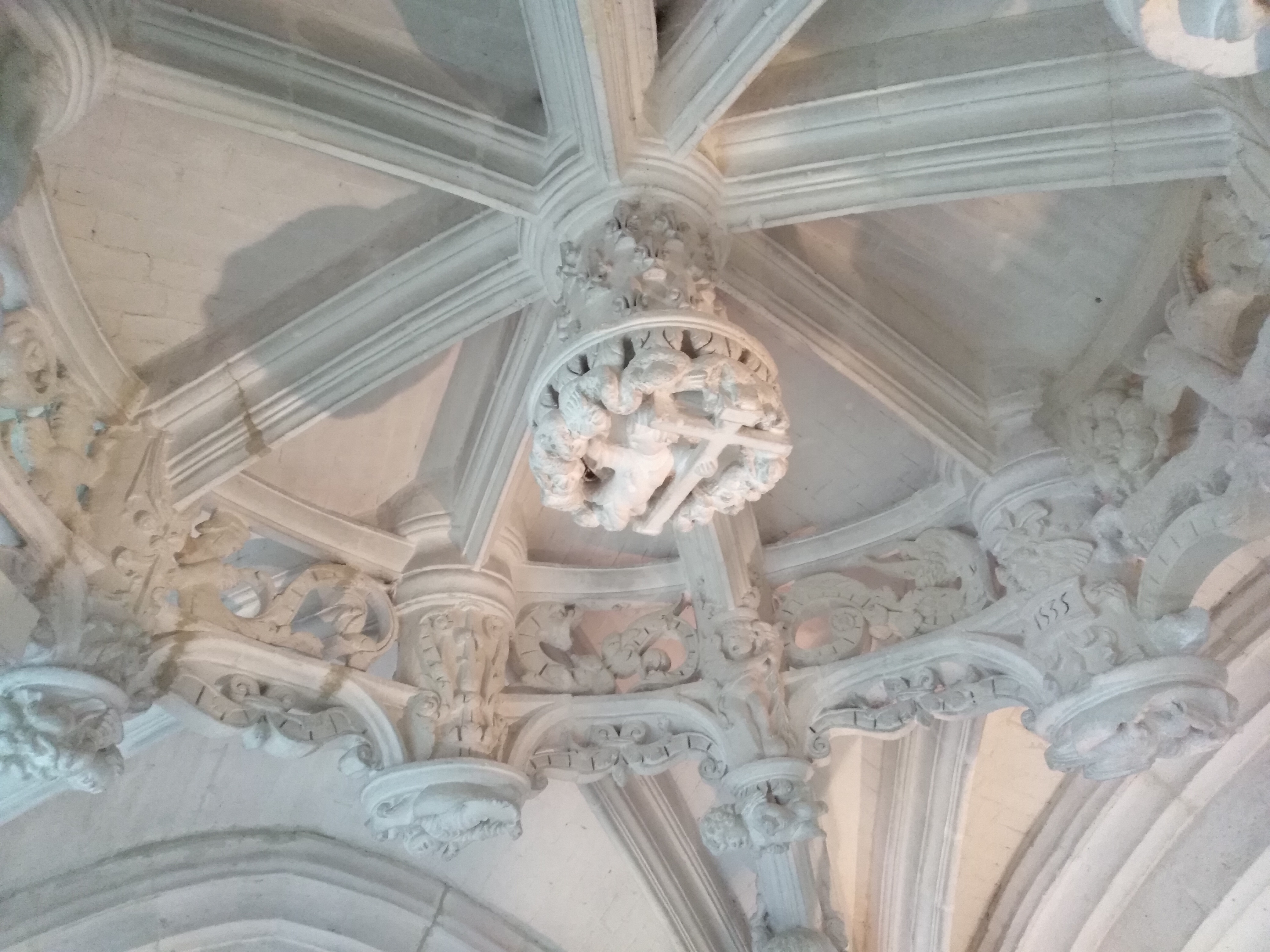
Couronne chapelle seigneuriale

La chapelle seigneuriale et l’ancienne église, sous le clocher, formaient avant le XVIIIe siècle un faux transept. La chapelle est couverte d’une croisée d’ogive flamboyante richement décorée. Neuf clefs pendantes massives, insérées dans les nervures, notamment à la croisée des liernes et des tiercerons, soutiennent une couronne suspendue, formée de huit claveaux sculptés par évidage. La face inférieure des clefs pendantes, en forme de soucoupe, représentent les symboles des quatre évangélistes et quatre chérubins qui tiennent chacun des instruments de la Passion (marteaux et clous, couronne, bois de la croix, et balustre pour la colonne de la flagellation). Au centre, un ange porte la croix. Les fûts de ces clefs pendantes et les claveaux intermédiaires montrent l’ornementation caractéristique de la première Renaissance : monstres marins de type dauphin, créatures mi-humaines mi-végétales, spires, rinceaux, chutes d’ornements, chérubins, fleurs, ainsi que quatre blasons montrant chaque fois en moitié ou en totalité trois fleurs de lys surmontées d’une merlette). Accrochées aux quatre retombées des nervures principales, quatre massives têtes d’angelot laissent échapper de leur bouche un matière indistincte en formes de boucles (peut-être les quatre vents).

Intérieur de l'église
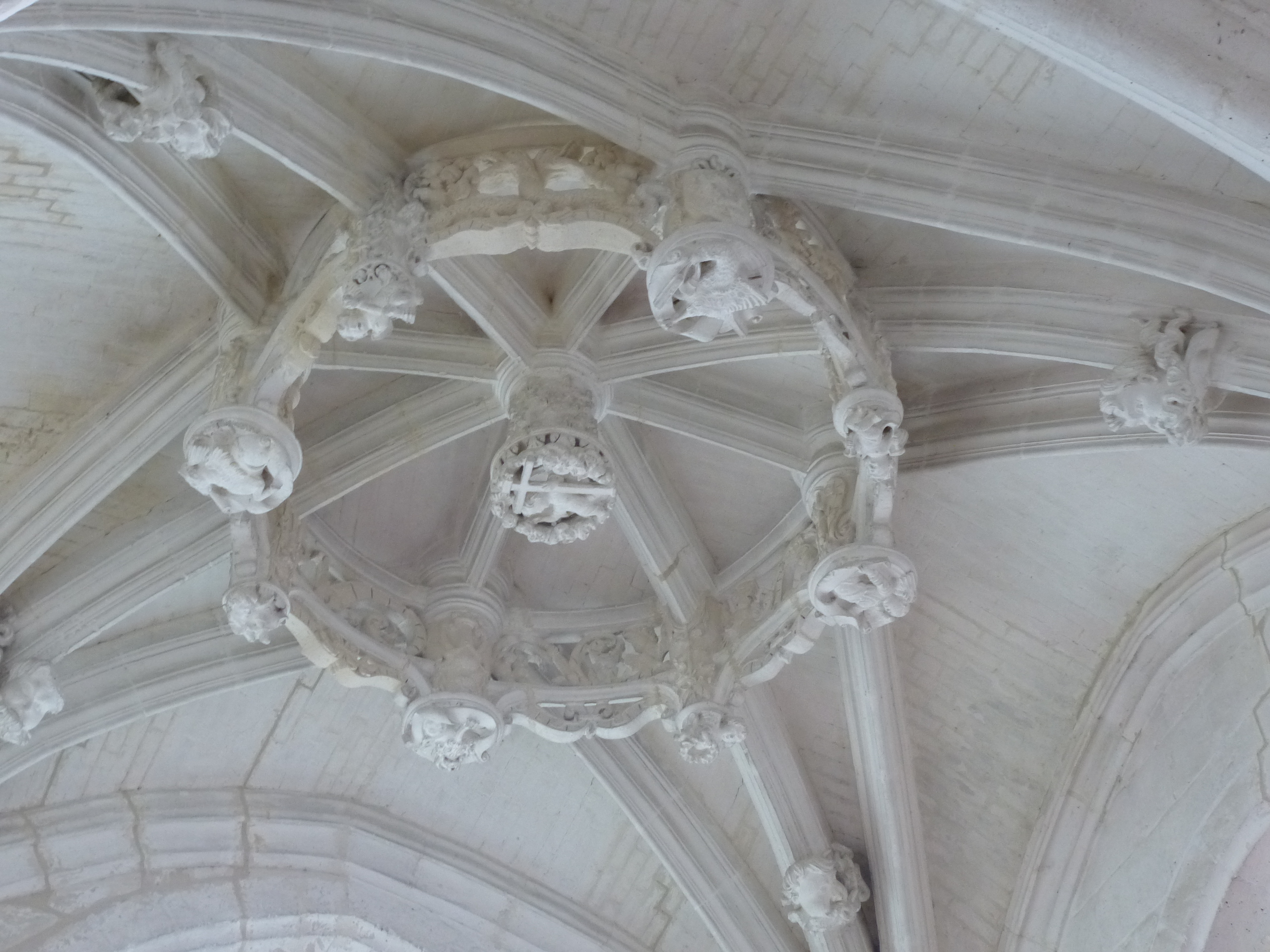
Couronne clés pendantes
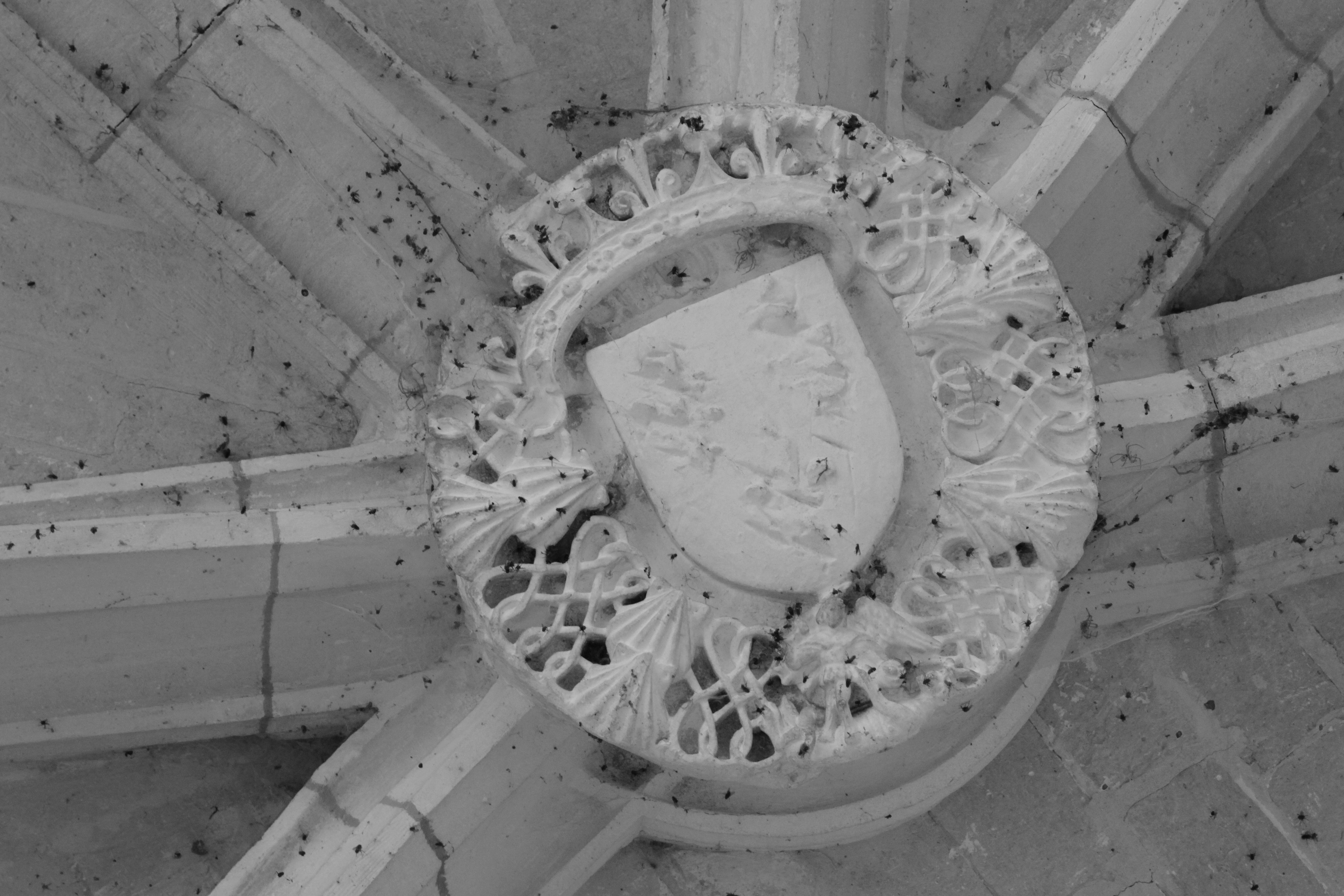
Clé de voûte du choeur
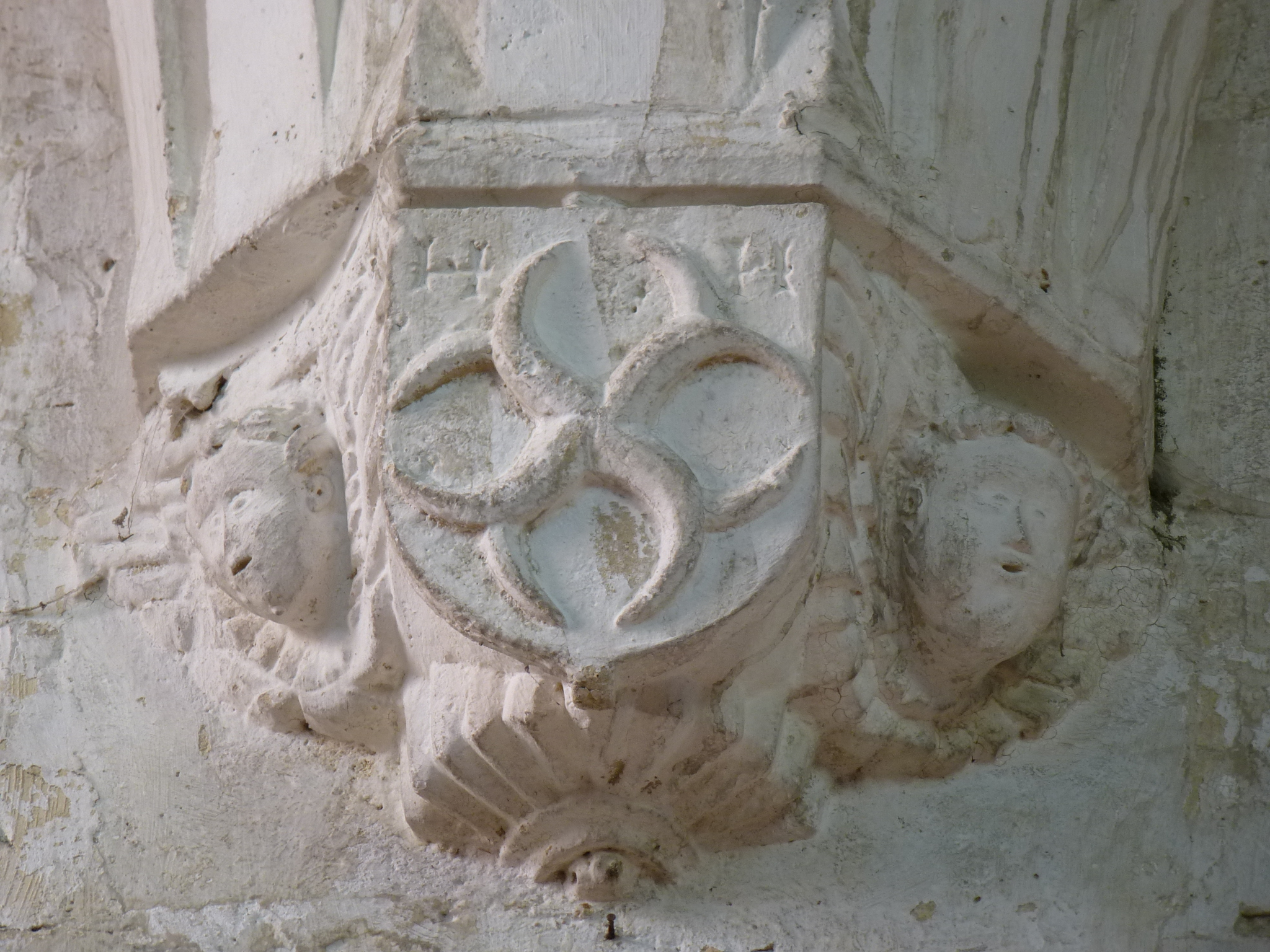
Bas côté cul de lampe
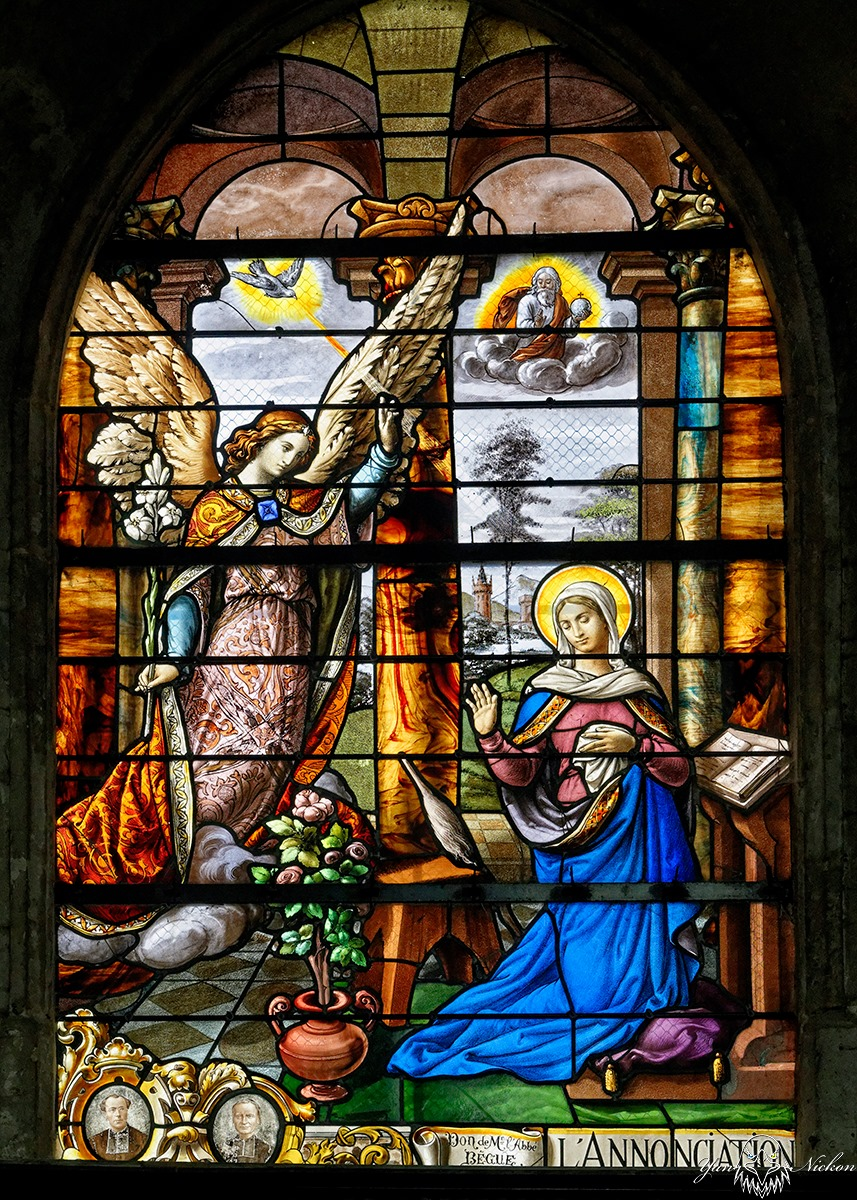
Vitrail L'annonciation
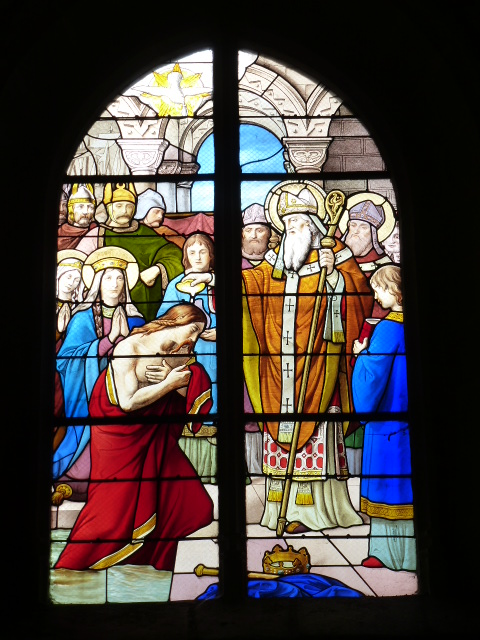
Vitrail Saint-Rémi et Clovis

### Mobilier
L’aménagement du XVIIIe siècle forme un ensemble exceptionnel. Les trois autels ainsi que les lambris de part et d’autre du maître-autel sont réalisés dans des marbres français, le rouge du Maine et le bleu des Ardennes. Les trois autels étaient surmontés de retables dont ne subissent que les cadres de marbre (les peintures ont été retirées au XIXe siècle pour être remplacées par des statues de plâtre). Le maître-autel est de style Louis XV, ainsi que la monumentale base du lutrin dont la partie haut (aigle en bronze doré) a disparu, et les fonts baptismaux. Les deux autels latéraux sont de style Louis XVI. Les autres éléments sont en chêne : lambris latéraux du chœur (qui portent une coquille Saint-Jacques, indiquant que l’église se trouve sur l’un des chemins de Compostelle), chaire, stalles du chœur.

Mobilier 18ème
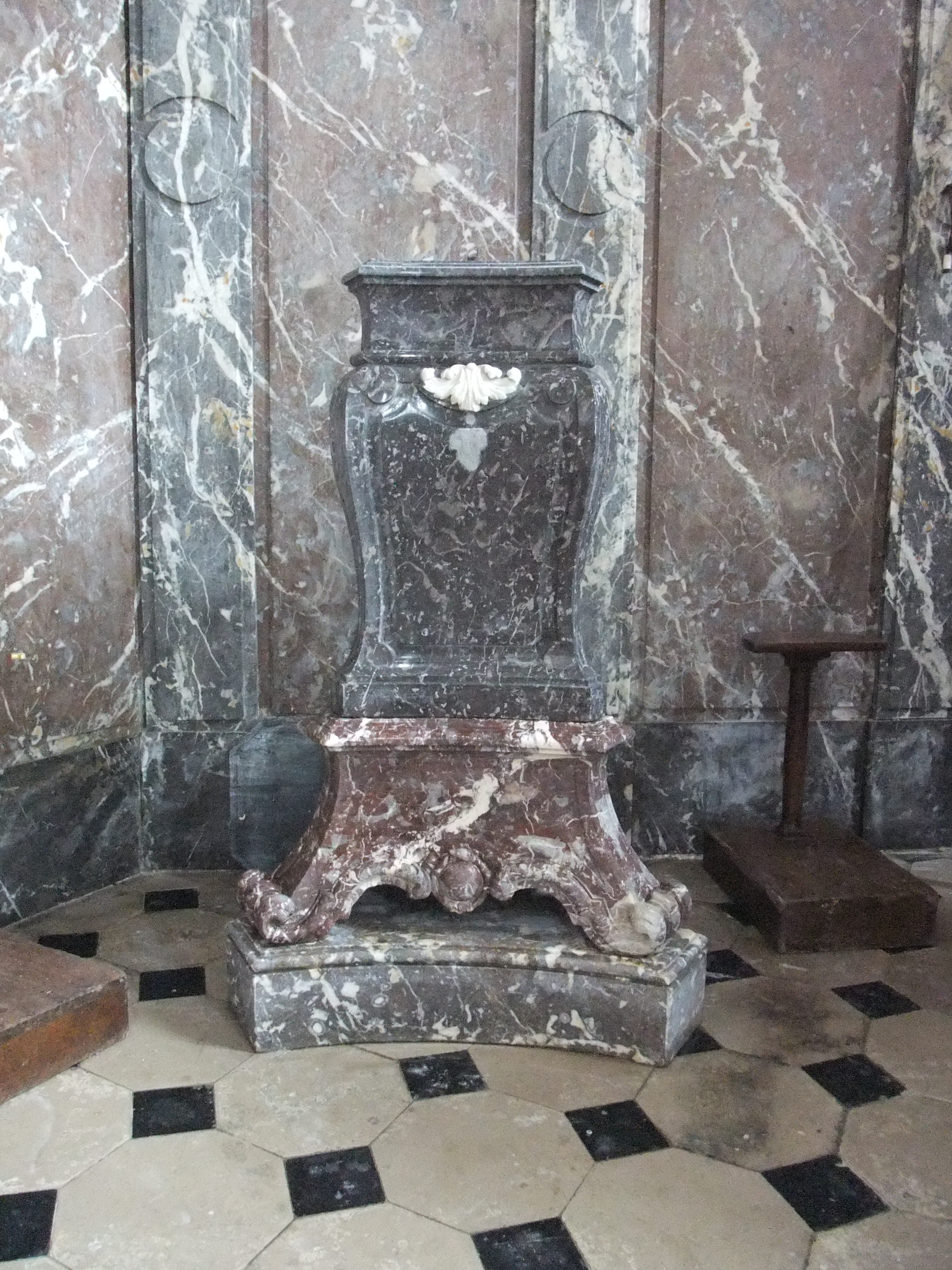
Support de lutrin
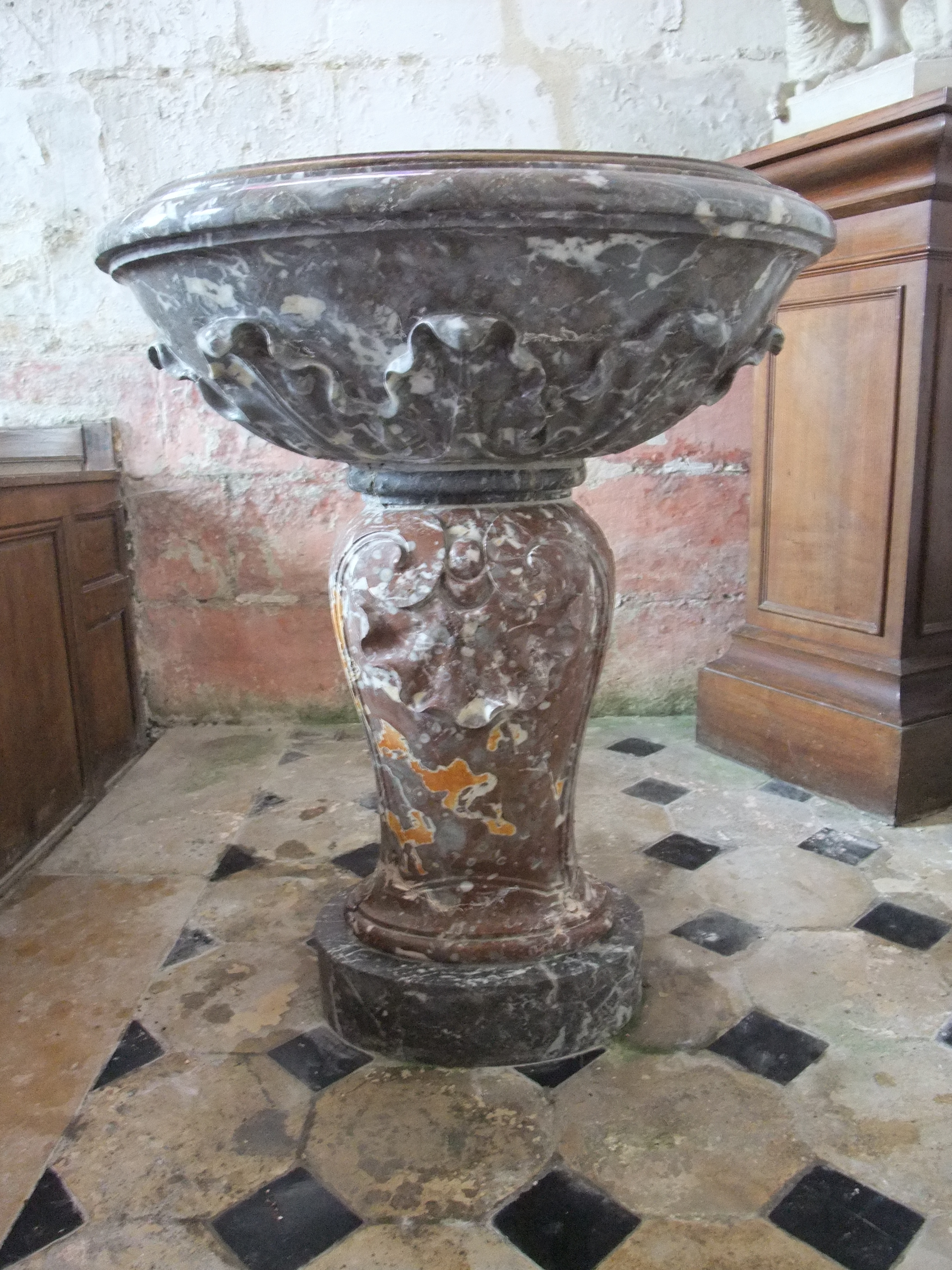
Fonts baptismaux